# Glosar de psihologie
Acesta este un glosar de termeni utilizați în psihologie, psihiatrie, neurologie și logopedie.

## A

### Ab - Ag
- abalienare - pierdere sau diminuare marcată și evidentă a facultăților mintale.
- abandon - stare a unei persoane afectată de dispariția unei legături afective sau materiale și care uneori se poate manifesta printr-o dereglare profundă (exemple: abandonul minorului, abandon familial).
- abandonic - persoană care trăiește cu teama patologică de a fi abandonat.
- abazie - tulburare a sistemului nervos, care se manifesta prin incapacitatea de a merge normal.
- aberație mentală - instabilitatea gândirii manifestată printr-o dezordine momentană a actelor și proceselor de gândire.
- abilitate - capacitatea cu care individul desfășoară anumite activități, implicând autoorganizare adecvată sarcinii concrete, adaptare suplă, eficientă.
- abisal - termen care desemnează dinamica straturilor inconștiente, instinctive, psihoorganice, de adâncime a psihicului, opuse fenomenelor psihice care apar la suprafață (vezi și psihologie abisală).
- abjecție - stare de disconfort ce însoțește trăirea unor evenimente neplăcute sau la vederea unor lucruri neplăcute.
- ablutofobie - teama patologică de a se spăla sau de a face baie.
- ablutomanie - tendință obsesivă de a se spăla.
- abnormalitate - îndepărtare față de limitele considerate normale.
- abnegație - atitudinea persoanei care renunță la dorințele, interesele personale în favoarea altcuiva.
- abreacție - eliberarea bruscă a unor tensiuni emoționale care fuseseră blocate în inconștient și care duc la unele exteriorizări emoționale.
- abrutizare - insensibilitate față de evenimentele sau obiectele care ies din orizontul comportamentelor legate de adaptarea imediată.
- absenteism - fenomen cu implicații psihosociale, care reprezintă raportul dintre numărul de zile absentate nemotivat într-o perioadă și numărul zilelor de muncă.
- absență - (în cazul epilepsiei) pierdere paroxistică, de scurtă durată, a stării de conștiință, conservându-se funcția statică.
- abstinență - evitare și reținere voluntară de la satisfacerea unor necesități corporale privind alimentarea excesivă, viața sexuală, consumul de băuturi alcoolice.
- abstinență sexuală - abținerea de la satisfacerea necesităților sexuale.
- abstractizare - proces intelectual de selectare a caracteristicilor esențiale implicate în concepte.
- abstracție - rezultatul unui proces de abstractizare.
- abulie - tulburare a voinței, caracterizată prin pierderea capacității de a lua o decizie și mai ales prin incapacitatea de a trece de la decizie la realizare.
- abuz - intruziune în psihicul unei persoane cu scopul de a o controla; poate fi abuz fizic, emoțional, verbal sau sexual.

- abuz psihologic -  tip de abuz, prin care o persoană este supusă unor comportamente sau atitudini sistematice care îi afectează sănătatea emoțională, încrederea în sine și bunăstarea psihică; uneori este dificil de recunoscut, dar are consecințe profunde și de durată asupra victimei.

- acalculie - formă de afazie, caracterizată prin incapacitatea de a recunoaște cifre sau simboluri matematice sau de a efectua calcule.
- acarofobie - teamă patologică de molii, de căpușe.
- acatafazie - imposibilitate a respectării ordinii corecte a cuvintelor în vorbire, deși ideile subiectului rămân logice.
- acatagrafie - imposibilitate a respectării ordinii corecte a cuvintelor în scris.
- acatalepsie - deficiență a intelectului.
- acatamatezie - pierderea funcției de percepție ca urmare a unei leziuni cerebrale; perturbarea capacității de înțelegere a vorbirii.
- acatizie (scris și akatizie):

- efectuarea de mișcări involuntare produse de medicamente antipsihotice, cum ar fi fenotiazinele;
- sindrom caracterizat prin incapacitatea de a rămâne în poziție șezândă, atenuat prin mers sau prin modificarea poziției corpului.
- acces de reținere a respirației - episod în care un copil (frecvent cu vârsta între 1 și 5 ani) țipă, își reține respirația și se cianozează, putând ajunge la pierderea cunoștinței.
- accident ischemic tranzitor - întreruperea temporară a circulației într-o regiune a creierului, care apare datorită emboliei, trombozei arterelor craniene sau unui spasm vascular; simptomele pot fi asemănătoare celor din accidentul vascular cerebral, dar pacientul se recuperează în mai puțin de 24 de ore.
- accident vascular cerebral - accident neurologic localizat, cu durata mai mare de 24 de ore, determinat de o leziune vasculară cerebrală.
- accident vascular cerebral hemoragic  - consecință a unei scurgeri de sânge în țesutul cerebral, consecință a hipertensiunii arteriale.
- accident vascular cerebral ischemic (sau infarct cerebral) - consecință a unui trombus, a unui embol (trombus mobilizat sau corp străin care antrenat prin circulație va produce obstrucția arterei) sau o îngustare a arterei favorizată de ateroscleroză.
- acedie - depresie psihică.
- acenestezie - absența sentimentului de existență fizică, prezent în demențe.
- acerofobie - teamă patologică de a părea dur, ironic, de a supăra.
- achinezie - tulburare caracterizată prin diminuarea sau dispariția mișcărilor spontane și automate și prin lentoarea mișcărilor voluntare, în absența lezării căii motorii principale.
- acluofobie - vezi nictofobie.
- acmestezie - senzații resimțite ca înțepături puțin dureroase, întâlnite în nevroze și toxicomanii.
- acomodare socială - modificare a relațiilor dintre (grupuri de) persoane care are loc (conștient) în scopul reducerii stărilor de încordare sau conflictuale.
- acopie - stare maladivă constând în incapacitatea de a copia un text.
- acroanestezie - absența sensibilității tactile, termice și dureroase la nivelul extremităților.
- acrochinezie (sau acrokinezie) - mobilitate deosebită, ca amploare și rapiditate, a extremităților în stările de agitație psihomotorie.
- acrofobie - teama, frica de înălțime sau de locuri înalte; sinonim: hipsofobie.
- acrofonie - pronunțare accentuată a inițialei unui cuvânt.
- acrokinezie - vezi acrochinezie.
- acromanie - grad extrem de nebunie.
- activitate:

- (în sens larg) formă de relaționare a organismului (uman sau animal) cu mediul extern, bazată pe reflectarea și semnalizarea de ordin psihic.
- (în sens restrâns) formă specific umană de relaționare cu mediul, de manifestare a structurilor psihice specific umane.
- activitate cerebrală - ansamblul proceselor electrochimice și biochimice prin care neuronii din creier comunică între ei pentru a permite funcțiile mentale, comportamentale și fiziologice ale organismului și anume: impulsuri electrice, sinapse chimice, ritmuri cerebrale⁠(d).
- activitate nervoasă superioară – activitate a etajelor superioare ale sistemului nervos central, care contribuie la unificarea activității tuturor organelor și adaptarea organismului la condițiile de mediu.

- act ratat - concept în psihanaliză care se referă la acțiunile psihologice al căror rezultat vizat explicit nu este atins.
- acțiune - componentă de bază a activității umane, reprezentând transformările unui obiect sau ideal în vederea obținerii unui rezultat.
- acțiune mentală - operare sau transformare mentală sub forma imaginilor sau (și) a ideilor.
- acufagie - vezi pica.
- aculturație - proces de preluare, de către un individ sau un grup, a unei alte culturi.
- acusmie - halucinație auditivă care împiedică perceperea exactă a sunetelor.
- acusticofobie - teamă patologică față de sunete.
- acut - (despre stimuli) care are o valoare maximă de intensitate, încât nu mai este percepută de organele de simț, senzațiile dureroase apărând numai după scăderea acestei valori.
- acvafobie - vezi hidrofobie.
- adamism - formă de exhibiționism masculin constând în apariția bruscă a individului, complet dezbrăcat (într-o adunare de femei).
- adaptare - proces prin care individul ajunge la o relație echilibrată cu mediul în care trăiește.
- adefagie - vezi bulimie.
- ADHD - tulburare comportamentală care afectează mai ales copiii și care constă în imposibilitatea acestora de a se concentra asupra unei acțiuni (sinonime:  tulburare hiperchinetică cu deficit de atenție, deficit de atenție și hiperactivitate; vezi și hiperactivitate).
- adiaforie - apatie, indiferență, nepăsare, pasivitate, lipsă de interes.
- adictiv - care creează dependență.
- adictologie - parte a medicinei care se ocupă cu studiul și tratarea dependenței de droguri.
- adicție - vezi dependență de substanțe psihotrope.
- adipsie - absența senzației de sete.
- adualism - nediferențiere psihică în trei forme fundamentale: între intern și extern, obiectiv și subiectiv, material și spiritual.
- adultomorfism - interpretare a comportamentului copiilor prin raportare la comportamentul adulților.
- aeroacrofobie - teamă patologică de spații largi și înalte (în avion).
- aerofobie - teamă patologică de curenții de aer, întâlnită în turbare, isterie etc; frică de zbor.
- aeronevroză - sindrom de anxietate, agitație și insomnie descoperit la piloții avioanelor nepresurizate și atribuit insuficienței de oxigen (anoxie).
- afazie - tulburare a funcțiunilor limbajului, datorată îmbolnăvirii centrilor corespunzători din scoarța cerebrală, fără să existe o paralizie a organelor vorbirii (vezi și dislalie).
- afaziologie - studiul științific al afaziei.
- afect - nume generic pentru stările sau reacțiile afective; emoție primară caracterizată prin mare intensitate, expansivitate, durată redusă, dezvoltare unipolară și exprimare nemijlocită în comportament.
- afectivitate - ansamblul proceselor afective (emoții, sentimente, pasiuni etc).
- afecțiune - dragoste, simpatie, sentimente bune pentru cineva; atașament, iubire, căldură.
- afemie - vezi anartrie.
- aferentație - transmiterea excitației nervoase de la neuronii senzoriali periferici la cei centrali.
- afilație - impuls (exagerat) spre contacte și asociere cu alte persoane.
- afonie - pierdere a vocii, completă sau parțială, din cauza lezării laringelui, a paraliziei nervilor recurenți, a unei leziuni centrale sau organice (în paranoia, isterie sau în cazul spasmelor musculare laringiene).
- afrazie - tulburare de comunicare verbală constând în dificultatea de a construi fraze.

### Ag - Am
- agitație - stare de excitație patologică, de instabilitate psihică, de neliniște excesivă (manifestată prin mișcări grăbite și dezordonate).
- agnozie - tulburare apărută ca urmare a unei leziuni cerebrale și care constă în incapacitatea de a recunoaște cele văzute, auzite, pipăite, fără ca funcțiunile organelor de simț corespunzătoare să fie alterate.
- agorafobie - teamă morbidă de spațiile goale, largi, deschise, de piețe, de locurile publice etc, cu tendința evitării acestora.
- agrafie - incapacitatea de exprimare a gândurilor în scris, cu menținerea normală a forței și a coordonării mișcărilor mâinii, datorată unor leziuni în scoarța cerebrală.
- agramatism - incapacitate psihologică de exprimare gramaticală corectă (în propoziții și fraze).
- agresiune:

- formă de comportament înnăscut sau declanșat ca răspuns la o frustrare, care se poate manifesta distructiv, prin ostilitate și obstrucționism sau prin autoritarism;
- afectarea integrității psihologice sau fiziologice a persoanelor din cauza unor factori din mediu, vizuali, sonori etc.;
- comportament uman provocat de impulsiile sexuale, care se poate manifesta exterior, în mod agresiv, dar (în concepția lui Freud) se poate transpune în creații artistice.
- agresivitate - tendință de atac, comportament ostil, distructiv sau limbaj ostil față de orice persoană sau obiect care reprezintă un obstacol în obținerea unei satisfacții imediate.
- agriotimie - tendință patologică de a comite acte de nebunie furioasă.
- agripnie - vezi insomnie.
- ahilognozie - imposibilitatea de a recunoaște tactil materialul din care sunt făcute obiectele.
- aihmofobie - teamă patologică de obiectele ascuțite.
- ailurofobie - teamă morbidă de pisici.
- akatizie - vezi acatizie.
- alalie - incapacitate de a vorbi din cauza unui defect sau a unei paralizii a organelor vocale.
- alcoolic - (persoană) care consumă alcool în permanență și în cantități mari; bolnav de alcoolism.
- alcoolism:

- stare patologică determinată de consumul excesiv și repetat de alcool; etilism;
- abuz permanent de băuturi alcoolice.
- alcoolism cronic - stare de intoxicație a unei persoane în urma consumului excesiv de alcool, având ca urmare leziuni ale organelor interne, tulburări nervoase și psihice etc.
- alcoolomanie:

- perioada de latență a intoxicației alcoolice cronice, în care nu s-a constituit încă dependența față de alcool;
- dependență față de alcool, caracterizată prin incapacitatea diminuării consumului și apariția unei toleranțe.
- al doilea sistem de semnalizare - activitatea de semnalizare specifică oamenilor (și anume limbajul), legată de cuvinte, considerate de Pavlov semnale ale semnalelor directe; vezi și: primul sistem de semnalizare.
- alexie - defect de înțelegere a scrisului prin leziune cerebrală fără nici o afectare a acuității vizuale; sinonim: cecitate verbală; vezi și dislexie, paralexie.
- alexitimie - incapacitatea unei persoane de a-și exprima sentimentele.
- alezie - incapacitate de a citi litere, cifre sau note muzicale.
- algofilie - căutarea intenționată a senzațiilor dureroase, observată mai ales în cadrul melancoliei sau al unor deliruri mistice; vezi și algomanie.
- algofobie - teamă patologică de durere.
- algolagnie - vezi masochism.
- algomanie - tendință patologică de a căuta durerea; vezi și algofilie.
- alienare:

- înstrăinare, izolare de viața socială ca urmare a unui dezacord între individ și societate, între individ și condiția umană;
- tulburare patologică a psihicului, depersonalizare; alienație.
- alienat - (persoană) care suferă de o boală psihică; nebun, dement.
- aliterație - repetare a unor sunete sau silabe în stări de puternică excitație psihică.
- alochinezie:

- tulburare motorie în care o mișcare comandată voluntar unui membru este efectuată de celălalt membru;
- mișcare involuntară produsă pasiv sau consecutivă unui reflex.
- aloestezie - tulburare a sensibilității tactile, vizuale sau auditive caracterizată prin transferul percepției unui stimul pe partea opusă locului în care el a fost aplicat.
- alolalie - dificultate în vorbire.
- alopsihoză - psihoză caracterizată prin tulburări în perceperea fenomenelor exterioare bolnavului.
- alotriofagie - tendință patologică de a ingera substanțe necomestibile.
- alterare a eu-lui - consecință negativă a unui conflict anterior, care se răsfrânge asupra adaptării actuale a eului.
- alteritate - senzație a unui eu de a fi un altul, de a fi altcineva.
- aluzie - act de comunicare laconică, incompletă (și indirectă) în baza unor implicații (subînțelesuri) ale contextului verbal și situațional.
- amatofobie - teamă patologică de praf.
- amauroză - pierdere completă a vederii survenită în unele boli ale nervului optic, ale măduvei spinării sau creierului, în absența unor alterări oculare evidente.
- amaxofobie - teamă patologică de vehicule.
- amaxomanie - pasiune patologică pentru vehicule.
- ambidextrie - capacitate de a se folosi în mod egal de ambele mâini.
- ambiguitate de rol - concept al psihologiei sociale, și se referă la discrepanța dintre expectanțele transmise de transmițător (de exemplu un șef) și cele receptate de persoana țintă (de exemplu secretară).
- ambivalență - dispoziție general contradictorie sau bipolară a sistemului psihic, stare emoțional-volitivă, caracterizată prin activarea concomitentă a două tendințe contrare față de unul și același obiect sau situație.
- ambiversiune - reunire de două tendințe egale (introversiune și extroversiune).
- ambivert - personalitate care prezintă ambiversiune.
- amețeală - senzație de slăbiciune, confuzie sau instabilitate, dar fără senzația specifică de rotație sau de mișcare a mediului înconjurător, având drept cauze tulburări de vedere, anxietate, oboseală, deshidratare etc.; vezi și vertij.
- amfotonie - stare de hiperactivitate a sistemului nervos simpatic și a celui parasimpatic.
- amielie - absența patologică a tecii de mielină la nivelul fibrelor nervoase.
- amimie - stare patologică ce constă în incapacitatea de exprimare prin mimică a stărilor afective, survenită în urma lezării unor regiuni corticale și subcorticale, manifestată prin facies inexpresiv, clipit rar, sărăcie a reacțiilor motorii și emoționale.
- amintire⁠(d) - păstrarea în memoria cuiva a unor evenimente, persoane din trecut; procesul prin care informațiile stocate în memorie sunt accesate și aduse în conștient.
- amiotaxie - convulsie involuntară a mușchilor de origine reflexă; vezi și ataxie.
- amiotrofie - denumire generică dată unui grup de afecțiuni care au ca trăsătură comună atrofii musculare evolutive și sunt consecința unor leziuni degenerative ale neuronilor motori din măduva spinării; sinonim: miatrofie.
- amnezic (sau amnestic) - (substanță) care provoacă pierderea memoriei.
- amnezie - incapacitate (totală sau parțială) de a memoriza sau de a reda date memorizate, întâlnită în ateroscleroza cerebrală, în paralizia generală progresivă, în traumatisme cranio-cerebrale etc.

- amnezie posthipnotică - incapacitatea subiecților hipnotizați de a-și aminti materiale învățate înainte sau în timpul hipnozei.
- amnezie progresivă - vezi regresie amnezică.

- amok (sau amoc) - boală psihică tropicală provocată de abuzul de stupefiante, excitante etc, manifestată prin tendință de fugă, atitudini periculoase și impulsuri criminale.
- amorfognozie - imposibilitatea recunoașterii formei obiectelor prin simțul tactil.
- amuzie - formă de agnozie constând în pierderea de către un subiect a abilității de a recunoaște, de a reproduce sau interpreta muzica (vocală sau instrumentală), în condițiile în care acuitatea auditivă nu este alterată.

### An - Ar
- analgognozie - incapacitate de înțelegere de către bolnav a unei dureri resimțite, însoțită de absența reacției de apărare.
- analgotimie - indiferență afectivă la o durere perfect percepută, localizată și identificată.
- analist - persoană care dovedește o aptitudine deosebită în cunoașterea, în analiza și în descrierea psihicului.

- analist comportamental -  specialist care studiază comportamentul uman într-un context specific, în scopul identificării și tratării problemelor comportamentale, în special în cazul copiilor cu tulburări de spectru autist sau a persoanelor cu probleme de anxietate sau de abuz de substanțe psihoactive.

- analiză grafologică - pseudoștiință care analizează personalitatea unei individ pe baza scrisului acestuia.
- analiză tranzițională - metodă de investigare a efectelor psihice ale experiențelor de discontinuitate, de criză și de ruptură în aparatul psihic individual și de grup.
- anamneză - reconstituirea istoriei și etiologiei unei psihopatii, prin discuție directă sau anchetă și pentru stabilirea unei modalități terapeutice adecvate.
- anacast(ic) - obsesiv; vezi și psihopatie anancastică.
- anartrie - incapacitate patologică a articulării sunetelor, în situația integrității organelor fonatoare, provocată de o leziune cerebrală localizată în zona nucleului lenticular; afemie.
- anatopism - ansamblu de tulburări care apar la unii emigranți ca urmare a neadaptării la noul mediu.
- androfilie - simpatie exagerată pentru bărbați.
- androfobie - teamă, repulsie patologică față de bărbați.
- androlatrie - divinizare a bărbatului.
- anecforie - ușoară stare de tulburare a memoriei, în care subiectul evocă, cu ajutorul anturajului, anumite evenimente care păreau uitate.
- anemofobie - teamă patologică de vânt, de curenți de aer.
- aneurie (sau aneuroză) - slăbire a funcțiilor nervoase.
- angoasă:

- neliniște, tulburare patologică, fără un obiect real, concret;
- stare provocată de contracția regiunii epigastrice însoțită de mari dificultăți respiratorii și de tristețe excesivă.
- angofrazie - defect de vorbire constând în intercalarea unor sunete repetate în fraze.
- anhedonie - incapacitate de a resimți plăcerea în cursul unor acte care în mod normal o stimulează.
- anoetic - care se referă la senzații și percepții, la trăiri subiective, individuale, la stări afective sau la alte stări necognitive; care este acceptat pasiv, fără organizare conștientă.
- anomie:

- stare a indivizilor dezrădăcinați din mediul lor social, care sunt predispuși inadaptării, delincvenței etc.;
- formă de afazie în care pacientul este incapabil să denumească persoane, localități sau obiecte și să păstreze capacitatea de a le recunoaște și utiliza.
- anonimografie - tendință patologică de a scrie anonime.
- anorexie nervoasă - diminuare sau repulsie față de alimente, însoțită de pierderea totală a poftei de mâncare, observată la bolnavi care prezintă tulburări psihopatice, în isterie sau în legătură cu un conflict familial.
- anozodiaforie - indiferență (euforică) manifestată de un bolnav față de propria-i boală.
- anozognozie - nerecunoaștere de către un bolnav a propriei sale boli.
- anozomelie - defect de percepție care face imposibilă recunoașterea unui segment bolnav.
- antidepresiv - (medicament) care previne sau diminuează depresia nervoasă.
- antilogie - acțiune ilogică, provocată de un impuls inconștient și contrară principiilor acceptate de subiectul conștient.
- antiparkinsonian - (medicament) acționează asupra sistemului nervosparasimpatic și astfel atenuează simptomele bolii lui Parkinson.
- antipsihotic - (medicament, terapie etc.) care combate tulburările mintale; exemplu: neurolepticele.
- antisocial:

- care este contrar ordinii sociale; care nu respectă regulile de conviețuire în societate, care constituie un pericol pentru societate;
- (despre oameni) care nu se poate integra în societate; vezi și reacție antisocială.
- antropofobie - teamă patologică de oameni, ură patologică față de oameni, mizantropie excesivă; sinonim: exantropie.
- antropopatie - formă de delir caracterizată prin convingerea individului că în corpul său coexistă una sau mai multe ființe umane pe care le percepe și ale căror voci le aude.
- anulare retroactivă - mecanism psihologic care îl determină pe subiect să gândească și să se comporte ca și cum o serie de acte, cuvinte, gânduri anterioare ale acestuia nu ar fi avut loc niciodată.
- anxietate - stare afectivă patologică, caracterizată prin neliniște psihomotorie, teamă nedeslușită, fără obiect, sau legată de presupunerea posibilității unui pericol iminent sau insucces; vezi și tulburare de anxietate generalizată.

- anxietate de separare - stare de depresie și teamă față de mediul înconjurător, care apare de exemplu la unii copii care trebuie să se despartă de părinți pentru a merge la școală.

- anxiogen - (substanță, agent, situație) care provoacă, suscită anxietate sau angoasă.
- anxiolitic - care reduce sau anulează anxietatea.
- apatie - stare de indiferență, lipsă de interes (adesea patologică) față de orice activitate, față de lumea înconjurătoare; lipsă de energie, de vlagă; indiferență, indolență, inerție, nepăsare, pasivitate, placiditate.
- apărare - operație prin care un subiect, confruntat cu o reprezentare insuportabilă, o refulează, întrucât nu are mijloace pentru a o lega rațional de alte cunoștințe.
- apeirofobie - teamă excesivă, nejustificată, de infinit.
- apercepție - integrare a percepțiilor în experiența cognitivă individuală anterioară.
- apersonalizare - depersonalizare nevrotică, caracterizată prin imposibilitatea de a fi responsabil (cu propria viață).
- apersonalizație - reprimare de către cineva a trăirilor proprii și preluare a trăirilor, a experiențelor sufletești ale altor persoane (cu care se identifică afectiv).
- apifobie - teamă patologică de albine.
- apositie - aversiune, dezgust față de hrană.
- apragmatism - imposibilitatea de a întreprinde acțiuni eficace în vederea atingerii unui scop, chiar dacă acesta este evident și, cel puțin aparent, dorit de subiect; exemplu: apragmatism sexual.
- apraxie - incapacitate patologică de coordonare a mișcărilor voluntare, în condițiile păstrării funcțiilor musculare și senzoriale, fără să existe fenomene paretice sau ataxice, fără leziuni cerebrale, striate sau cerebeloase; exemplu: apraxie oculară.
- aprosexie - fenomen prezent în oligofrenie, demență, tumori frontale etc, care se manifestă printr-o formă gravă de slăbire, de tulburare a atenției voluntare, prin neobservarea noului în ambianță și, în consecință, prin incapacitatea de concentrare asupra unor anumite activități, idei, fapte.
- aprozodie - monotonie a discursului, simptom comun schizofreniei, epilepsiei și maladiei lui Parkinson.
- apsihognozie - pierdere a conștiinței propriei valori.
- apsitirie - afonie extremă, caracterizată prin imposibilitatea de a emite mai mult de un murmur.
- aptitudine - însușire psihică individuală, care condiționează reușita îndeplinirii unei anumite activități.
- arahnefobie - teamă patologică de păianjeni sau de insecte în general.
- arahnoză - stare morbidă provocată de arahnide.
- arc reflex - ansamblul elementelor nervoase care asigură realizarea reflexelor.
- areflexie - absență a reflexelor, ca urmare a imposibilității transmiterii impulsurilor nervoase de-a lungul arcurilor reflexe; poate avea loc în caz de comă, tabes, poliomielită.
- arhetip - (în psihanaliză, mai ales la Jung) imagine având caracter simbolic, specifică inconștientului colectiv, sintetizând experiențele originare ale umanității.
- aria Broca - regiune situată în lobul frontal⁠(d) inferior al emisferei dominante⁠(d), responsabilă pentru producerea vorbirii; vezi și aria Wernicke.
- aria Wernicke - regiune situată în lobul temporal⁠(d), implicată în înțelegerea limbajului scris și vorbit; vezi și aria Broca.
- arierat - (persoană) care este înapoiată mintal, insuficient dezvoltată din punct de vedere psihic.
- aritmofobie - teamă patologică de numire a cifrelor.
- aritmomanie - obsesie patologică a numerelor și a operațiilor aritmetice, în care bolnavul efectuează calcule multiple și inutile, deși este conștient de inutilitatea lor.
- artificialism - concepție a lui Jean Piaget, potrivit căreia copilul atribuie obiectelor naturale o geneză artificială, considerându-le create de oameni în scopuri utilitare.
- artterapie - terapie prin artă, bazată pe stimularea creativității artistice a bolnavilor psihici.

### As - Az
- asertivitate - capacitatea de a exprima gânduri, emoții și necesități într-un mod clar, direct și respectuos.
- asilabie - formă de afazie constând în incapacitatea de a uni fonemele în silabe (deși pacientul recunoaște literele separat).
- asimbolie - (denumire generică prin care este desemnat) ansamblul dezorganizării funcțiilor cerebrale simbolice: limbajul, mișcarea, recunoașterea.
- asimetrie funcțională - caracteristică a funcțiilor analogice din cele două emisfere cerebrale și a organelor de simț perechi de a avea o dezvoltare inegală, unul dintre centrii dispuși simetric fiind mai activ și ocupând o poziție funcțională dominantă.
- asistență psihologică - totalitatea acțiunilor, măsurilor și îngrijirilor acordate de o persoană specializată în vederea întăririi, fortificării și însănătoșirii psihice a unui om.
- asociație:

- legătură care se stabilește între percepții, reprezentări, idei, stări afective;
- proprietate a psihicului de a lega între ele diferite imagini senzoriale, idei etc, apariția unei reprezentări determinând în conștiință o altă reprezentare asemănătoare sau întâlnită anterior.
- asociaționism - curent mecanicist în psihologia din secolele al XVII-lea și al XIX-lea, care explica activitatea psihică prin asocierea mecanică și progresivă a unor procese psihice simple.
- asociere - stabilire de relații între idei, stări etc, după anumite legi psihologice; exemplu: asociere între cauză și efect.
- asomatognozie - pierdere a capacității cuiva de a recunoaște existența unei părți a propriului corp sau a întregului corp.
- astazobazofobie - teamă nemotivată care apare la unii bolnavi atinși de tulburări de echilibru, la ridicarea în picioare sau în timpul mersului.
- astenie:

- diminuarea generală a energiei și a performanțelor organismului (oboseală intensă și prelungită, slăbiciune fizică, scădere a capacității de muncă intelectuală etc.) fără relație cauză-efect cu un efort;
- stare de irascibilitate și proastă dispoziție permanentă.
- astenie de primăvară (sau de toamnă) - vezi astenie nervoasă.
- astenie nervoasă - stare subiectivă de oboseala intensă și prelungită, însoțită de epuizare, lipsa de tonus adecvat pentru o activitate susținută; spre deosebire de oboseală, nu dispare după repaus; alte denumiri: nevroză astenică, astenie de primăvară, toamnă.
- astenofobie - teamă excesivă și nemotivată de oboseală.
- astenomanie - obsesie patologică a asteniei.
- astenonevrotic - care ține de astenia nervoasă, care se referă la astenia nervoasă; (persoană) care suferă de astenie nervoasă.
- astereognozie - incapacitate patologică de a recunoaște formele obiectelor numai prin palpare, ca urmare a unor leziuni nervoase.
- asteropsie - formă de agnozie vizuală constând în imposibilitatea de localizare a obiectelor apropiate, care par plasate în același plan în spațiu.
- astrafobie - teamă patologică de fulgere.
- astrofobie - teamă patologică de fenomene atmosferice sau cosmice (uragane și furtuni, tunete și fulgere, cutremure etc).
- atac de panică - episod intens de anxietate.
- ataraxie - stare psihică a unor bolnavi, caracterizată prin nepăsare și prin afișarea ostentativă a unui aer de superioritate față de semeni.
- atașament - legătura emoțională puternică și de lungă durată care se formează între un copil și un părinte sau îngrijitor și care oferă un sentiment de siguranță.
- ataxie - tulburare a coordonării mișcărilor voluntare din cauza lezării unor căi nervoase și centri nervoși; vezi și amiotaxie.
- ataxofemie - (în logopedie) tulburare în coordonarea musculaturii aparatului fonator.
- ataxofobie - fobie față de dezordine.
- ataxoparaplegie - combinare a ataxiei cu paralizia, ca urmare a leziunii simultane a coloanelor posterioare și laterale ale măduvei spinării.
- atefobie - teamă patologică de ruine, de dărâmături.
- atenție - însușire a conștiinței individuale, care constă în orientarea și concentrarea activității psihice într-o anumită direcție.
- atenție spontană - atenție provocată instantaneu, involuntar de un obiect care iese în evidență.
- atetoză - tulburare motrice care constă în mișcări involuntare, lente, aritmice, neregulate și cu amplitudine mică, localizate în special la extremitățile membrelor (mâini și picioare), accentuată de emoții și de activitate intelectuală.
- atimhormie - scădere accentuată a afectivității și deficit al dinamismului vital ce apare în schizofrenie, din care derivă toate simptomele esențiale ale bolii: dezinteres, inerție, lipsă de afectivitate.
- atimie - absență a manifestărilor afective, stare de indiferență, de inactivitate totală, frecventă la persoanele bolnave de schizofrenie.
- atitudine

- poziție față de un eveniment sau aspect al realității;
- stadiu pregătitor care precedă un anumit act perceptiv sau anumite reacții.
- atrabilar - (despre temperamente) care aparține tipului umoral melancolic.
- atrabiliar - (despre oameni) care este irascibil, iritabil; care este coleric.
- audiție colorată - particularitate a unor persoane de a asocia constant imagini colorate la auzirea unor anumite sunete.
- aură:

- presupusă radiație energetică care ar fi emanată de persoane cu o mare forță spirituală;
- senzație de neliniște care prevestește apropierea unei crize de epilepsie.
- autism - stare patologică manifestată prin trăire intensă, excesivă, a propriei vieți interioare și pierderea contactului vital cu realitatea, cu lumea exterioară, întâlnită în unele forme de psihoze infantile sau ca manifestare tipică a schizofreniei la adult.
- autoacuzare - formă de delir, întâlnită mai ales în melancolie, caracterizată prin aceea că bolnavul se învinovățește pentru fapte pe care nu le-a comis.
- autoapreciere adecvată - termen utilizat la pacienții care își înțeleg perfect personalitatea și recunosc că au probleme psihice.
- autochestionare - tehnică bazată pe afirmarea dublului status cognitiv al fiecărei personalități în cadrul interacțiunii umane: statusul de observat și statusul de observator.
- autocomplezență - tip de eroare fundamentală de atribuire⁠⁠(d) care reflectă tendința de a favoriza propria persoană în procesul de atribuire a cauzelor succeselor și eșecurilor; sinonim: eroare de atribuire instrumentală.
- autocontrol - operație complementară comenzii, care constă în supravegherea propriilor reacții și comportamente, precum și în ponderarea, accelerarea sau suspendarea lor.
- autocunoaștere - metodă de cunoaștere a propriei persoane prin introspecție.
- autodepășire - atitudine față de sine și de propria evoluție prin activitate; lege fundamentală a personalității; principiu al formării caracterului și a capacităților.
- autoechilibrare - regăsire prin forțe proprii a echilibrului sufletesc, a liniștii interioare.
- autoecolalie - simptom al unor boli mintale, care constă în repetarea stereotipă a propriilor cuvinte.
- autoerotism - formă de manifestare a impulsiei sexuale, în măsura în care impulsia nu se orientează spre alte persoane sau spre obiecte exterioare, ci se satisface în propriul corp al subiectului.
- autofagie - stare morbidă observată în unele boli mintale, constând în ingestia de către bolnav a unor fragmente provenind din propriul corp.
- autognoză - cunoaștere de sine însuși.
- autohipnoză - hipnoză provocată de subiectul însuși în care, de obicei, se face uz de autosugestie.
- autoimolare - act deliberat prin care o persoană se sinucide sau își provoacă vătămări grave asupra propriei persoane, de regulă prin auto-incendiere; poate fi asociată cu diverse probleme de sănătate mintală, cum ar fi depresia, tulburările de anxietate sau traumele emoționale, poate fi o formă extremă de protest politic sau social sau poate fi un act religios de martiriu.
- autolatrie - (termen învechit) adorare a propriei persoane; exagerare a eului propriu.
- autoliniștire - proces de conștiință prin care o persoană își judecă propriile fapte, motivându-le, pentru a găsi împăcarea cu sine.
- automat:

- (despre manifestări sau despre acțiuni ale oamenilor) care se face, se execută de la sine, în mod reflex, fără participarea rațiunii sau a voinței; exemplu: gest automat;
- persoană lipsită de voință și de inițiativă, care fac totul mecanic.
- automatism

- proces fiziologic care se desfășoară fără participarea conștiinței.
- proces care inițial era îndeplinit în mod conștient și care, pe baza mecanismelor reflex-condiționate devine stereotip.
- automatism ambulatoriu - mers automat, fără controlul conștiinței.
- automutilare - mutilare, rănire (cu un obiect) a propriei persoane sau manifestare de autopedepsire întâlnită în depresiile profunde și în schizofrenie sau în scopul obținerii unui avantaj.
- autonomia voinței - libertate a voinței pe baza legilor morale interne, independent de cauzele externe sau de pornirile afective.
- autoobservație - metodă de cercetare, caracterizată prin faptul că observația se efectuează asupra propriilor manifestări de conduită; a nu se confunda cu introspecție.
- autoobstacol - obstacol pe care cineva și-l creează singur, fără voie.
- autopregătire - luptă cu sine însuși în vederea ameliorării unor rezultate aflate la limita superioară a posibilităților fizice și psihice.
- autopuniție - conduită a unor persoane afectate de nevroze sau de psihoze, care suferă de un sentiment de culpabilitate nemotivat, cu risc de automutilare sau chiar de suicid.
- autorelaxare - relaxare normală, pe cale naturală, fără administrare de calmante.
- autosugestie - sugestie involuntară sau intenționată exercitată asupra propriei persoane prin influențarea propriei conștiințe prin reprezentări sau idei care capătă caracter dominant.
- autotest - chestionar la care răspunde însuși autorul, pe baza unor coeficienți numerici stabiliți pentru fiecare întrebare.
- autotopagnozie - tulburare a imaginii despre propriul corp, caracterizată prin pierderea posibilităților de localizare a părților corpului, uneori asociată cu sentimentul pierderii unui segment sau altul.

## B
- baby-test - sistem de probe vizând relațiile spațiale pentru studiul nivelului de dezvoltare psihică a copiilor preșcolari.
- Bálint, sindromul ~ - complex tulburări neuropsihologice severe: incapacitatea de a percepe câmpul vizual ca un întreg (simultanagnozia), dificultate de fixare a ochilor (apraxia oculomotorie) și incapacitatea de a muta mâna la un obiect specific prin utilizarea vederii (ataxie optică).
- balistofobie - teamă patologică de proiectile, explozii și arme de foc.
- bandă - termen peiorativ ce desemnează o microgrupare caracterizată prin indisciplină și anarhie.
- baraj psihic - (observat mai ales la schizofrenie) oprire bruscă și nemotivată a unui act.
- barbarolalie - vorbire neinteligibilă, sacadată, la bolnavii de schizofrenie.
- barbiturice - grup de medicamente utilizate în trecut ca sedative și hipnotice, dar care produc dependență fizică și psihică.
- barbiturism - intoxicația cu barbiturice, care se manifestă prin: confuzie, vorbire neclară, somnolență, căscat, pierdere de memorie, pierderea echilibrului, diminuarea reflexelor musculare.
- barem - tablou care indică o scară de măsuri organizată pe centile, privind trăsături variabile fizice, psihice, pedagogice, folosit în orientarea și selecția profesională.
- barieră - (în psihanaliză) mecanism de apărare, datorat unei motivații negative și care conduce la ignorare, refuz, abandon.
- baritimie - tulburare de afectivitate manifestată prin dificultate în exprimarea emotivității.
- barofobie - teamă patologică de gravitație.
- barognozie - capacitate de a aprecia, fără a vedea, greutatea obiectelor.
- batarism - tulburare de limbaj, care rezultă din accelerarea exprimării verbale, având drept urmare o incorectă pronunțare a cuvintelor.
- baterie de teste - sistem de probe standardizate care vizează diagnosticarea a diverse însușiri și procese referitoare la aptitudinea individului la o anumită activitate.
- batofobie - teamă patologică de adâncime.
- batracofobie - teamă patologică de broaște.
- bavardaj - hiperactivitate verbală, lipsită de consistență în ce privește conținutul de idei și informații.
- bazofobie - teamă morbidă de a cădea în mers.
- bâlbâială - vezi logonevroză.
- beatitudine - stare de satisfacție totală, echilibrare spirituală superioară, condiționată de înțelepciune.
- behaviorism - teorie psihologică mecanicistă și agnostică, care reduce psihologia la studiul reacțiilor exterioare ale individului la diverși stimuli, eliminându-se total rolul conștiinței.
- belonofobie - teamă patologică de înțepăturile cu acul.
- beneficiu - (în psihanaliză) idee generală potrivit căreia formarea simptomelor permite subiectului o reducere a tensiunilor generate de o situație conflictuală, în conformitate cu principiul plăcerii.
- beție - stare de intoxicație cu alcool, care se caracterizează prin amețeală, tulburare a minții etc; stare de ebrietate.
- beție rece (sau albă, cu stupefiante) - stare de amețeală, de hiperexcitație sau de halucinație provocată de introducerea stupefiantelor în organism; intoxicație provocată de stupefiante; toxicomanie.
- bias - orice tendință care duce la o distorsiune a judecății sau a comportamentului.

- bias cognitiv⁠(d) - tendință cognitivă sau perceptuală care afectează procesul de gândire și poate duce la distorsiuni în evaluarea informațiilor sau în luarea deciziilor și care poate determinată de factori interni, precum emoțiile sau experiențele anterioare, sau de factori externi, precum mediul social și cultural.
- bias de ancorare⁠(d) - tendința de a face judecăți pe baza primelor informații receptate, chiar dacă acestea nu sunt relevante sau nu sunt valabile.
- bias de confirmare⁠(d) - tendința de a căuta și de a interpreta informațiile într-un mod care confirmă ceea individul deja crede, evitând sau ignorând informațiile care nu susțin aceste credințe.
- bias de corespondență - vezi eroare fundamentală de atribuire.
- bias de disponibilitate⁠(d) - tendința de a evalua probabilitatea unui eveniment sau a unei situații pe baza capacității individului de a-și aminti exemplele relevante sau întâlnite frecvent în viața cotidiană.
- bias de reprezentativitate⁠(d) - tendința de a face judecăți pe baza cât de mult un eveniment sau o situație se potrivește cu un anumit stereotip sau model mental.

- biblioclastie - act patologic de negare, de distrugere a cărților; atitudine de respingere și condamnare a unor lucrări înainte de a fi citite.
- bibliofobie - aversiune patologică, ură față de cărți, albume, biblioteci.
- biblioterapie - tehnică utilizată în psihoterapie care implică citirea de cărți sau alte materiale scrise ca parte a procesului terapeutic, cu scopul de a ajuta persoanele să își înțeleagă mai bine emoțiile, să își dezvolte abilități de coping⁠(d) și să obțină perspective noi asupra problemelor cu care se confruntă.
- bimodal - care se referă la distribuția frecvenței unor rezultate în cercetări psihologice cînd ele prezintă două moduri.
- binaural - care implică recepția sunetelor cu ambele urechi.
- binocular - care se referă la vederea cu ambii ochi.
- bioanaliză - inventariere a manifestărilor somatice care apar în bolile psihice.
- biocentrism - concepție care abordează de pe o poziție fiziologică motivația unui comportament psihic.
- bioconștiință - formă de conștiință atribuită în special animalelor superioare.
- bioenergie - doctrină psihologică elaborată de Wilhelm Reich, medic și psihanalist austriac, în cadrul căreia, pe baza "energiei somatice" și a "energiei mentale", sunt formulate diferite practici terapeutice, utilizând contactul corporal, masajul sau eliberarea expresiei emoționale.
- biomorfism - interpretarea particularităților psihice ca fiind determinate de particularitățile morfologice constituționale.
- biopsihologie - vezi psihobiologie.
- biotip - ansamblul însușirilor constituționale, structurale și fiziologice, care determină, pe de o parte, individualitatea membrilor unei colectivități, iar pe de altă parte, similitudinea și specificul etnico-rasial al grupurilor
- bipolar - (despre tulburări afective) în care pot apărea, deopotrivă, episoade maniacale și depresie.
- bismutomanie - obicei morbid de a ingera bismut în doze mari.
- bisociație - principiu operațional al creativității.
- blam public - opinie publică de dezaprobare a acțiunilor individuale sau de grup aflate în dezacord cu normele și valorile social acceptate.
- blefarotic - tic convulsiv al pleoapelor.
- blindism - tic manifestat la copiii deficienți vizual constând în mișcări stereotipe ale capului, trunchiului sau membrelor, în frecarea la ochi etc.
- blocare - inhibare din cauze afective, cognitive sau voluntare.
- boală mintală - tulburare funcțională a creierului, care afectează sentimentele și comportamentul persoanei.
- bombardarea cu dragoste - tactică de manipulare psihologică folosită pentru a copleși o persoană cu afecțiune, atenție, laude sau daruri într-un mod exagerat și necontrolat, în scopul de a obține controlul asupra acelei persoane.
- bovarism - atitudine de apreciere a propriei persoane, idealizare de sine, refuzul existenței comune, în condițiile imaginării unui destin personal excepțional.
- bradiartrie - articulare foarte lentă, sacadată și monotonă a cuvintelor, întâlnită în leziuni de tip extrapiramidal.
- bradiestezie - percepere întârziată a senzațiilor.
- bradifazie - faptul de a vorbi sau de a pronunța cuvintele lent, cu o încetineală anormală.
- bradifemie - vezi bradilalie.
- bradifrenie - încetinire a ritmului proceselor psihomotorii.
- bradiglosie - vezi bradilalie.
- bradilalie - tulburare de limbaj, specifică unor boli nervoase, care constă în articularea lentă a cuvintelor; sinonime: bradifemie, bradiglosie.
- bradilexie - încetinire a ritmului cititului.
- bradipsihie (sau bradipsihism):

- ritm lent de desfășurare a proceselor psihice;
- lentoare accentuată a proceselor de ideație reprezentând un simptom în unele boli endocrine sau primul element evolutiv al unei stări patologice de disoluție a conștiinței; debilitate mentală.
- brainstorming - tehnică de stimulare dirijată a creativității individuale a unor indivizi constituiți în grupe și în care se încurajează comunicarea deschisă și participarea deplină a tuturor membrilor grupului, fără a aduce nici un fel de critici.
- breakdown - vezi depresie.
- bricomanie - automatism masticator prin mișcări bruște și repetate, în timpul somnului; bruxism.
- brontofobie - teamă patologică de trăsnete.
- bruxism - vezi bricomanie.
- bulimie - stare patologică manifestată prin foame excesivă, continuă; sinonime: adefagie, hiperorexie; poliorexie; vezi și potomanie.
- buton terminal - denumire generică pentru ultimele ramificații ale axonului.

## C
- cachinație - râs nestăpânit, puternic și în condiții neadecvate, deseori observat în schizofrenia dezorganizată.
- cacofagie - comportament patologic caracterizat prin ingestia de substanțe improprii consumului alimentar.
- cacofonie - grupare de sunete sau cuvinte care generează asociații inestetice, dezagreabile.
- cacografie - (la demenți și afazici) scriere cu deformarea cuvintelor și cu greșeli de sintaxă.
- cacolalie - vorbire defectuoasă, agramată, neinteligibilă, plină de cacofonii.
- cafeinism - intoxicație cu cofeină, manifestată prin neliniște, tremurături, agitație psihomotorie, insomnie, creșterea diurezei, înroșirea feței etc.
- calm:

- stare psihică de echilibru bazată pe autocontrol, dozare a excitației și de evitare a enervării, panicii și deznădejdii;
- stăpânire de sine, sânge rece, tact în acțiuni, în vorbire; liniște sufletească, împăcare.
- canal de comunicație - traseu de natură fiziologică sau tehnică prin care se transmit mesaje informaționale.
- canalizare - aspect al dezvoltării personalității, care se referă la tendința de a dirija necesitățile umane, ca urmare a modurilor din ce în ce mai specifice și mai divergente de satisfacere a acestora, în contextul în care motive identice sunt canalizate în mod diferit de oameni.
- cancerofobie - teamă patologică de boala cancerului.
- capacitate:

- ansamblul aptitudinilor și posibilităților fizice și intelectuale ale unei persoane;
- posibilitatea, priceperea, abilitatea unei persoane de a lucra într-un domeniu, de a realiza ceva; competență.
- capriciu - tendință impulsivă, dorință sau acțiune, care apare pe neașteptate și care are un caracter nemotivat, imprevizibil și instabil.
- captație - luare în posesiune a unor obiecte prin manifestarea unei violențe și mărginiri egoiste.
- caracter:

- ansamblul însușirilor fundamentale psihico-morale ale omului, care se manifestă în modul de comportare și în acțiunile sale, în atitudinea față de societate, față de muncă, de oameni și de propria persoană;
- personalitate, însușire morală caracterizată prin perseverență, voință fermă, corectitudine, consecvență, integritate etc.
- caracter(i)ologie - disciplină care se ocupă cu studiul caracterelor și îndeosebi de clasificarea lor.
- caracteropatie - complex de trăsături anormale care influențează negativ comportarea socială și care se manifestă prin dificultăți în adaptarea socială, schimbarea frecventă a ocupației și impulsivitate.
- cardiofobie - teamă patologică de bolile de inimă.
- carență afectivă - stare rezultată din nesatisfacerea nevoii de asistență afectivă, mai ales la vârsta copilăriei.
- carfologie - mișcări involuntare asemenea celor de prindere sau de culegere a unor obiecte mici, observate în stări delirante, boli febrile grave sau ca preambul al morții; sinonim: crocidism.
- carismatic (scris și charismatic):

- (despre autoritatea unor personalități) care se bazează pe valoarea personală extraordinară a cuiva, pe caracterul sacru, istoric sau exemplar al unui individ ce își asumă rolul de conducător;
- (despre personalități) care posedă calități înnăscute sau atribuite, însușiri exemplare, bucurându-se de un foarte mare prestigiu, de putere de convingere, de capacitate de comandă.
- carismă (scris și charismă):

- complex de însușiri, de puteri extraordinare pe care le are o persoană care își asumă rolul de conducător și care se manifestă în interiorul unui grup religios, cultural, economic, politic etc.;
- ansamblul trăsăturilor spirituale deosebite ale unei persoane.
- cartoforie - patimă a jocului de cărți.
- catafazie - tulburare a vorbirii care constă în repetarea mecanică a acelorași cuvinte sau propoziții.
- catagelofobie - teamă patologică de a fi ridicol.
- catagrafie - tulburare a scrisului constând în repetarea cuvintelor sau a propozițiilor.
- catalepsie - stare anormală care constă în lentoarea, inerția și lipsa de independență a activității musculare și psihice.
- catalexie - tulburare a cititului, care constă în tendința de repetare a cuvintelor sau a propozițiilor.
- catamneză - operație de sinteză și reorganizare a datelor privind evoluția bolnavului și a maladiei.
- cataplexie - tulburare provocată de obicei de o emoție intensă, caracterizată prin încetarea bruscă și de scurtă durată a oricărei mișcări (fără pierderea cunoștinței).
- catatimie - tulburare a afectivității care constă în îngustarea sferei de interese și în intensificarea trăirii.
- catatonie - sindrom psihomotor al schizofreniei, care se caracterizează prin stare de fixare a corpului în anumite poziții, prin rupere de mediul exterior, cu refuzul de a vorbi, pierdere a inițiativei, opoziție la orice solicitare sau pasivitate, conduită stereotipă, tulburări neurovegetative.
- catharsis - (în psihanaliză) efect terapeutic obținut prin recunoașterea și verbalizarea evenimentelor traumatizante uitate, prin descărcarea unei trăiri refulate; eliberare psihică.
- catoptrofobie - teamă patologică de oglinzi.
- cauzalagie - senzație dureroasă de arsură, localizată, de obicei, la mâini sau la picioare, însoțită de tulburări circulatorii și datorată lezării nervilor simpatici din regiunile respective.
- caz de conștiință - împrejurare în care cineva ezită între sentimentul datoriei și un interes propriu.
- cămașă de forță - cămașă specială, confecționată din pânză rezistentă, prevăzută cu cordoane, cu care se imobilizează temporar persoanele iresponsabile psihic și care pot deveni agresive; vezi și contenționare.
- câmp psihologic - totalitatea faptelor fizice, biologice, psihologice (conștiente și inconștiente) care exista la un moment dat pentru individ sau un grup, determinându-le comportamentul.
- cecitate psihică - pierdere a capacității de recunoaștere a obiectelor cu ajutorul văzului.
- cecitate verbală - vezi și alexie.
- cenestezie - impresie generală, nediferențiată, pe care o are fiecare subiect despre propriul său corp, în mișcare sau în stare imobilă, într-un anumit echilibru spațio-temporal și în relație cu lumea înconjurătoare, pe baza unor semnale senzoriale multiple, acumulate progresiv, caracterizându-se printr-o dispoziție plăcută sau neplăcută; sensibilitate care reflectă propria existență fizică.
- cenofobie - teamă patologică de spații foarte largi (deșerturi, câmpii, mări); scris și: kenofobie, chenofobie.
- centrul vorbirii - regiune a creierului care include atât aria Broca, cât și aria Wernicke, precum și alte zone asociate cu procesele de producție și înțelegere a limbajului; acesta coordonează și interacționează cu alte părți ale creierului pentru a facilita comunicarea verbală.
- centru psihomotor - regiune a scoarței cerebrale care intră în acțiune sub influența unei excitații cerebrale fizice.
- cenzură - (în psihanaliză) instanță psihică ce cuprinde mecanisme de apărare a eului, constând în travestirea conținutului dorințelor inconștiente, oprimate de obicei de conștiința morală.
- cerebral, sindrom ~ - tulburări de comportament, de motricitate sau de sensibilitate determinate de anumite afecțiuni ale creierului mare.
- cerebralizare - dezvoltare a creierului, ca unul dintre aspectele fundamentale ale evoluției biologice.
- cerebrastenie - formă de astenie a creierului determinată de traumatisme craniene și cerebrale, care se manifestă prin iritabilitate, labilitate emoțională, scăderea atenției și a memoriei, senzație de epuizare etc.
- cerebromalacie - ramolisment al substanței cerebrale.
- cerebropatie - maladie a creierului.
- cerebroscleroză - sclerozare a arterelor cerebrale.
- cerebrospinal - care este caracteristic pentru creier și pentru măduva spinării.
- cerebrotonic - hipersensibil, anxios, introvertit.
- charismatic - vezi carismatic.
- charismă - vezi carismă.
- cheilofagie - tic care constă în mușcarea buzelor.
- cheirofobie - teamă patologică de a scrie.
- chemorecepție - modalitate senzorială prin care se semnalizează modificări chimice din mediul exterior sau interior, determinate de stimuli externi și interni.
- chenofobie - vezi cenofobie.
- cheraunofobie - teamă patologică de tunete.
- cheraunoparalizie - paralizie isterică provocată de fulgurații.
- cherofobie - aversiune patologică față de veselie, de buna dispoziție.
- cheromanie - tendință patologică către starea de voioșie.
- chestionar - metodă utilizată în cercetări descriptive sau în diagnosticul psihologic, prin care un grup de persoane (numit eșantion) își exprimă opiniile despre comportamentele în anumite circumstanțe.
- chimiatrie - teorie medievală potrivit căreia acțiunile psihice se datorează unor reacții chimice.
- chimioșoc - metodă terapeutică, biologică specială de tratare a unor afecțiuni psihice prin administrarea unor doze mari de substanțe.
- chinantropie - manie în care bolnavul se crede transformat în câine.
- chionofobie - teamă patologică de (fulgi de) zăpadă; a nu se confunda cu cinofobie.
- ciclofrenie - tulburare psihică cu caracter reversibil periodic, de tip afectiv.
- ciclostenie - formă atenuată de psihoză maniacală depresivă, caracterizată prin ușoare stări de astenie periodice.
- ciclotimie - stare psihică în care depresiunea alternează cu buna dispoziție, cu o frecvență variabilă, cu o anumită regularitate (ciclică).
- cinantropie - manie a unui bolnav care se crede transformat în câine.
- cinofab - (persoană) care suferă de cinofobie.
- cinofobie - teamă patologică de câini; a nu se confunda cu chinofobie.
- clacare - cedare psihică în urma unei suprasolicitări.
- clastomanie - înclinație morbidă spre a distruge toate obiectele din jur.
- coach - vezi coaching.
- coaching - formă de dezvoltare personală în care o persoană (numită coach) oferă sfaturi, îndrumare și formare unei alte persoane în scopul realizării unui obiectiv profesional.
- coeficient de inteligență - raportul dintre vârsta mentală și cea cronologică a unui individ.
- cogniție - acțiunea mentală sau procesul de achiziționare a cunoștințelor și înțelegerea acestora prin gândire, experiență și simțuri.
- competență - vezi capacitate.
- complex - ansamblu de tendințe, amintiri etc. (inconștiente) formate în copilărie pe baza anumitor relații familiale și sociale, care determină comportarea ulterioară a persoanei.

- complex de inferioritate - sentiment de neîncredere în forțele proprii, care se formează de obicei în copilărie, uneori în legătură cu o deficiență fizică sau psihică.
- Complexul lui Dumnezeu - stare patologică ce se caracterizează prin sentimente emfatice, umflate, exagerate, infatuate constant de capacitate personală, privilegiu sau infailibilitate.
- complexul lui Oedip - atașament erotic al copilului față de părintele de sex opus.

- comportament - activitatea observabilă a individului ce apare în interacțiune cu mediul.

- comportament colectiv -  acțiunile și reacțiile unui grup mare de oameni care acționează împreună într-un mod coordonat sau necoordonat (proteste de masă, adunări publice, revoltă, huliganism, tulburări, demonstrații, mișcări sociale etc.) și care poate fi influențat de factori precum emoțiile, normele sociale, convingerile, contextul și situațiile specifice.
- comportament compulsiv⁠(d) - termen care se referă la acțiuni repetate și involuntare pe care o persoană simte că trebuie să le efectueze, chiar dacă aceste comportamente sunt iraționale, excesive și adesea dăunătoare.

- compulsie - necesitate acută și tendință obsesivă spre desfășurarea unei conduite repetitive, cu semnificație patologică care, dacă nu se manifestă, conduce la tensiune psihică, neliniște etc.
- comutare - particularitate a atenției unei persoane de a trece cu ușurință de la o activitate la alta.
- concentrare - însușire a atenției care constă în fixarea activității psihice asupra unui obiect, fenomen, făcând abstracție de celelalte care nu intră momentan în centrul preocupărilor persoanei.
- concept - condensare informațională, generalizare despre obiecte, ființe și fenomene ce au caracteristici similare.
- conduită - manifestare exterioară a actelor de conștiință, modalitate de acțiune a omului; conduita este influențată de însușirile psihice ale persoanei, de temperamentul acesteia.
- conexionism⁠(d) - teorie în neuroștiințe (opusă localizaționismului) care susține că funcțiile mentale și cognitive nu sunt localizate strict în regiuni specifice ale creierului, ci rezultă din interacțiunile complexe dintre rețele neuronale extinse.
- confabulație - simptom întâlnit în unele boli mintale și care constă în relatarea unor fapte neadevărate, imaginate de bolnav.
- conflict:

- stare posibilă a unei persoane supusă unor tendințe și interese opuse de valori aproximativ egale;
- formă a relațiilor interpersonale generată de interesele divergente ale indivizilor; de exemplu conflictul între generații.
- confuzie (mentală) - tulburare care se caracterizează prin dezorientare și dificultăți de concentrare și memorare; forma cronică poate fi rezultat al unei afecțiuni medicale cum ar fi Alzheimer sau Parkinson.
- consiliere (psihologică) - proces în care o persoană, cunoscută sub numele de client sau pacient, lucrează cu un profesionist în domeniul sănătății mintale, numit psiholog sau consilier, pentru a explora și a rezolva problemele sau dificultățile psihologice pe care le întâmpină, cu scopul ajutării persoanei să-și îmbunătățească starea emoțională, relațiile și calitatea vieții.
- conștient - (despre procese psihice) care reflectă existența socială a individului, determinând un comportament corespunzător condițiilor realității și acțiunilor având un numit scop.
- conștiință - starea de a fi conștient de sine (conștiința de sine) și de mediul înconjurător (conștiința fenomenală), implicând capacitatea de a experimenta gânduri, emoții și percepții în mod activ și conștient; este esențială pentru experiența subiectivă și pentru capacitatea de a lua decizii, de a reflecta asupra propriilor acțiuni și de a interacționa cu lumea din jur.

- conștiință de sine - capacitatea unei persoane de a recunoaște și înțelege propria existență, gânduri, emoții și identitate; este sentimentul de a fi un „eu” distinct, capabil de introspecție și auto-reflecție.
- conștiință funcțională - capacitatea unei persoane de a efectua diverse funcții mentale și cognitive, cum ar fi luarea deciziilor, procesarea informațiilor și controlul comportamentului, fără a presupune neapărat o experiență subiectivă; aceasta include procese cognitive automate și neconștiente care contribuie la funcționarea generală a minții.

- contagiune emoțională (sau contaminare emoțională) - proces psihologic prin care emoțiile și stările afective ale unei persoane sunt preluate involuntar de către alții, prin mimetism, empatie sau influență socială, determinând o sincronizare a dispozițiilor afective și a comportamentului într-un grup sau între indivizi.[2]
- contenționare -  utilizarea restricțiilor fizice sau a altor metode de limitare a mișcării (centuri de siguranță, paturi cu bare etc.) pentru a controla comportamentul agresiv sau periculos al pacientului cu probleme psihice, măsură aplicată doar în situațiile de urgență și conform standardelor etice; vezi și cămașă de forță.
- context -  ansamblul de factori externi și interni care influențează percepția, înțelegerea și răspunsul unui individ la o situație, o experiență sau o informație.
- continguitate - principiu al asociației, după care percepția sau reprezentarea unui obiect sau fenomen determină amintirea altor obiecte sau fenomene.
- controlul minții - gamă largă de tactici psihologice folosite pentru a submina controlul unui individ asupra propriilor sale gânduri, comportament, emoții sau liber arbitrului; altă denumire: spălare a creierului.
- coping⁠(d) - ansamblul de strategii și metode pe care o persoană le folosește pentru a face față stresului, emoțiilor negative sau situațiilor dificile și care pot ajuta la reducerea disconfortului emoțional și la gestionarea provocărilor vieții, având rolul de a restabili echilibrul psihologic al persoanei.
- coprofagie - vezi pica.
- cortex cerebral - vezi scoarță cerebrală.
- cratomanie - plăcere morbidă pentru putere și preeminență.
- crocidism - vezi carfologie.
- cverulență⁠(fr)[traduceți] - delir de revendicare care constă în tendința patologică de a reclama repararea de pagube și de injustiții care par imaginare.

## D
- daltonism - incapacitate de a vedea roșul și verdele, acestea fiind confundate între ele.
- debilitate mintală - forma cea mai ușoară de deficiență mintală, caracterizată prin gândire insuficient dezvoltată, manifestată prin înțelegere cu dificultate, limitată la aspectele limitate ale fenomenelor, dar și prin primitivism emoțional.
- decerebrare - operație de îndepărtare a emisferelor cerebrale, menținându-se centrii inferiori.
- decompensare - perturbarea echilibrului în urma unui deficit sau privațiune.
- dedublarea personalității - fenomen psihopatologic, întâlnit în isterie, psihoze alcoolice, stări maniacale și schizofrenice, de disociere a unității personalității, prin apariția a două euri diferite care coexistă.
- deficit de atenție și hiperactivitate - vezi ADHD.
- defulare - manifestare liberă a ideilor și tendințelor refulate în subconștient.
- déjà-vu - fenomen în care o persoană are senzația puternică că a experimentat deja o situație prezentă, deși aceasta nu a avut loc înainte.
- delir - tulburare de scurtă durată a conștiinței, prin pierderea simțului realității.

- delir de filiație - credință delirantă a unui subiect convins că descinde dintr-o familie celebră sau regală.
- delir de grandoare - delir în care pacientul își atribuie o putere și capacități excepționale.
- delir de influență - delir caracterizat prin credința că persoane din exterior exercită o influență ocultă asupra subiectului.
- delir de persecuție - credință patologică a unui subiect că este obiectul unor atacuri și al ostilității din partea unor persoane reale sau imaginare.

- delirium tremens - delir alcoolic acut, caracterizat de o stare confuzo-onirică, halucinații terifiante, agitație, tremurături și tulburări neuro-vegetative.
- demență - tulburare psihologică, în special la persoanele în vârstă, ce constă în  pierderi de memorie, gândire și alte abilități intelectuale.
- demutizare - educarea surdo-muților pentru a înțelege limbajul oral.
- dependență - termen general care se referă la o stare în care o persoană devine extrem de atașată de o anumită substanță, activitate sau altă persoană, în așa fel încât îi afectează sănătatea mentală, emoțională și comportamentală; vezi și tulburare de personalitate dependentă.

- dependență de substanțe psihotrope - stare caracterizată prin necesitatea stringentă a unui drog sau medicament, cu tendința creșterii progresive a dozelor, având consecințe grave asupra sănătății organismului (sinonim: adicție).
- dependență emoțională⁠(d) - stare psihologică în care o persoană se bazează excesiv pe o altă persoană pentru sprijinul său emoțional, pentru stima de sine și pentru sentimentul de securitate și bine; are caracteristicile: nevoia excesivă de aprobare, teama de abandon, auto-anulare, anxietate în relație.
- dependență fizică - starea în care organismul unei persoane devine dependent de o substanță sau comportament, astfel încât oprirea bruscă a utilizării acesteia poate provoca simptome de sevraj fizic.
- dependență fiziologică - termen care descrie modul în care corpul uman se adaptează la utilizarea regulată a unei substanțe psihotrope și care poate conduce la toleranță, ceea ce înseamnă că persoana trebuie să consume cantități tot mai mari pentru a obține aceeași efect, astfel încât oprirea bruscă a utilizării acesteia poate provoca atât sevraj fizic, ci și simptome de sevraj psihologic.

- depersonalizare - simptom caracterizat prin dispariția conștiinței propriei persoane, care apare mai ales în unele boli psihice.
- depresie - stare mentală, caracterizata prin tristețe patologică, durere morală, pesimism, autodevalorizare, dezinteres, anxietate, la care se asociază o încetinire psihomotorie și simptome somatice; altă denumire: breakdown.
- depresie post-natală - vezi depresie postpartum.
- depresie postpartum (sau depresie post-natală) - stare de depresie care poate surveni asupra mamei la scurt timp după naștere, care poate fi asociată și prin atitudini anormale față de nou-născut.
- deprindere - modalitate de acțiune consolidată prin exercițiu și executată cu ușurință, având uneori aspecte automatizate, dar fără pierderea controlului conștient (exemple: deprinderea de a merge, de a citi, de a scrie etc.).
- descărcare afectivă - eliberarea unei emoții puternice asociată cu pierderea memoriei.
- deviație sexuală (vezi și perversiune) - comportament sexual considerat anormal de către societate.
- dezorientare -  tulburare a percepției spațiale, temporale și personale, care poate fi cauzată de diferite afecțiuni, cum ar fi delirul, anxietatea sau depresia, caracterizată de o stare de confuzie mentală și incapacitatea de a se concentra sau de a se orienta într-un mediu sau situație.
- dezvoltare personală - activitățile și experiențele care au scopul final de a îmbunătăți starea de conștientizare, dezvoltare a talentelor și abilităților personale, îmbunătățirea calității vieții și realizarea aspirațiilor personale.
- diferențiere - proces prin care se realizează analiza însușirilor deosebite ale obiectelor, în cadrul percepțiilor, respectiv al gândirii.
- disforie - stare persistentă de nemulțumire, anxietate sau disconfort emoțional, adesea asociată cu tulburările psihice sau cu experiențe emoționale negative.

- disforie de gen - tulburare psihologică caracterizată de o puternică incongruență între sexul atribuit la naștere și genul cu care se identifică o persoană.

- disfuncție de integrare senzorială - afecțiune în care intrările multisenzoriale nu sunt procesate⁠(d) în mod adecvat pentru a oferi răspunsuri adecvate la cerințele mediului; sinonim: tulburare de procesare senzorială.
- dislalie - tulburare de pronunțare a cuvintelor, determinată de modificarea patologică a funcțiilor aparatului locomotor; vezi și afazie, dislexie.
- dislexie - tulburare a înțelegerii cuvintelor scrise. Vezi și alexie, dislalie.
- dismorfofobie - tulburare psihică, ce constă din ideea obsesivă de a avea un defect fizic, inestetic, de obicei al feței.
- dispraxie - tulburare de neurodezvoltare⁠(d)⁠ caracterizată printr-o coordonare deficitară a mișcărilor fizice⁠, ca urmare a faptului că mesajele creierului nu sunt transmise corect organismului; sinonim: tulburare de coordonare a dezvoltării.
- dominantă - focar de excitație puternică, precumpănitor la un moment dat în activitatea nervoasă superioară.
- dorință - stare emoțională și motivațională caracterizată de atracția intensă către un obiect, o experiență sau o stare de bine percepută ca fiind dorită pentru satisfacerea necesităților sau aspirațiilor personale; poate fi văzută ca un impuls care motivează individul să acționeze pentru a obține ceea ce își dorește; vezi și obiectiv.
- dromomanie - impuls patologie de a se deplasa fără un scop determinat; poate constitui unul din simptomele epilepsiei.
- dualism - teorie potrivit căreia între fizic și psihic nu există raporturi de interdependență, cu o natură și funcții distincte.
- durere - senzație subiectivă complexă, reflectând afectarea tisulară și răspunsul afectiv la aceasta și care adesea este asociată cu anxietate și hiperre-activitatea sistemului nervos simpatic.

## E
- echilibru emoțional - formă particulară a echilibrului psihic prin care cele două categorii de trăiri afective polarizate (stenic și astenic, pozitiv și negativ) au același nivel.
- echilibru psihic - starea de armonie și stabilitate mentală și emoțională a unei persoane; este caracterizat prin capacitatea de a face față eficient provocărilor și stresului zilnic, de a menține o stare de bine emoțională și de a avea relații sănătoase cu ceilalți.
- ecmnezie - simptom întâlnit în isterie, epilepsie și în stări de șoc emoțional, caracterizat prin amintirea unor fapte aparent uitate.
- ecnoia - stare de frică și anxietate la copii, influențând somnul, apetitul și funcțiile excretorii.
- efectul bandwagon - bias cognitiv care se referă la tendința oamenilor de a adopta un anumit comportament sau o anumită opinie doar pentru că este populară sau pentru că mulți oameni o adoptă; este opus snobismului; vezi și mentalitate de turmă.
- efect de tunel⁠(d) - stare mentală care apare atunci când o persoană este atât de concentrată pe o sarcină sau o situație încât își pierde capacitatea de a observa și de a lua în considerare alte informații sau evenimente din jurul său.
- efectul Dunning-Kruger - tendință cognitivă prin care oamenii cu abilități scăzute sau cu puțină experiență într-un anumit domeniu supraestimează propria lor abilitate și subestimează abilitățile altora și au tendința de a avea opinii asupra subiectelor în care nu au competență.
- efectul lui Auesberg - deformarea imaginii unui pătrat ce este rotit rapid.
- efectul Mozart - teorie conform căreia ascultarea muzicii clasice (în special Mozart) ar putea îmbunătăți temporar funcțiile cognitive, în special capacitatea de raționament spațial-temporal⁠(d).
- efectul simplei expuneri:

- concept din psihologia socială care se referă la tendința oamenilor de a dezvolta o atitudine pozitivă față de un stimul sau o persoană doar în urma expunerii repetate la acel stimul sau persoană, chiar dacă inițial nu aveau o părere puternică despre el;
- prezența altor oameni într-un anumit context poate influența comportamentul și performanța indivizilor în acel context și aceasta datorită influenței sociale și psihologice pe care oamenii o au unii asupra celorlalți atunci când sunt într-un grup sau într-un mediu social (efectul publicului).
- efectul slab - (sau efectul kappa ({\displaystyle \kappa }) iluzie după care intervalele spațiale influențează percepția asupra intervalelor temporale.
- efectul tare - (sau efectul tau ({\displaystyle \tau }) iluzie după care intervalele de timp influențează asupra percepției intervalelor spațiale.
- eferent - traiectorie nervoasă care pornește de la centrii cerebrospinali către periferie (vezi și aferent).
- egocentrism - atitudinea subiectivistă a aceluia care reduce totul sa sine însuși, care judecă totul prin prisma intereselor personale.
- egoism - trăsătură morală care constă în punerea intereselor personale mai presus de interesele obștești.
- egotism - supraapreciere a persoanei proprii, a meritelor și importanței acesteia; dragoste de sine exagerată.
- eidetism - formă specifică a memoriei vizuale, care constă în reproducerea cu mare fidelitate a imaginilor.
- emotivitate:

- gradul reacției emotive a unui individ;
- reacție emotivă exagerată la excitațiile externe.
- emoție - proces psihic care reflectă interacțiunea dintre diferite împrejurări de viață și necesitățile individului; cele mai cunoscute emoții sunt: bucuria, tristețea, mânia, frica, entuziasmul.
- empirism - teorie opusă nativismului care  susține că abilitățile și cunoștințele oamenilor sunt dobândite prin experiență și interacțiunea cu mediul înconjurător, nefiind înnăscute.
- engramă - concept care se referă la o reprezentare neurală a unei amintiri sau a unei experiențe în creier, adică modificările fizice sau chimice care au loc la nivelul conexiunilor neuronale în timpul învățării și memorării.
- eroare de atribuire instrumentală - vezi autocomplezență.
- eroare fundamentală de atribuire⁠(d) - tendință cognitivă umană de a explica comportamentul altora ca fiind determinat în principal de factori interni, precum personalitatea sau dispoziția lor, neglijând adesea influența factorilor situaționali; altă denumire: bias de corespondență.
- eșec - situație în care o persoană nu reușește să își atingă un obiectiv sau să îndeplinească așteptările pe care și le-a stabilit, fie ele personale sau impuse de alții; poate declanșa o gamă largă de emoții negative, cum ar fi dezamăgirea, frustrarea, tristețea și chiar rușinea.
- eu - ceea ce constituie individualitatea, personalitatea cuiva; reflectarea propriei existențe de către conștiința individuală a omului; vezi și: noneu, supraeu.
- euforie - stare patologică de bună dispoziție, de optimism nemotivat, întâlnită în intoxicația cu alcool, cu opiu și în unele boli psihice.
- exantropie - vezi antropofobie.
- experiență - termen care se referă la trăirile interne, personale și conștiente ale unei persoane; este modul în care individul percepe, simte și interpretează lumea din jurul său și propriile sale gânduri și emoții.

- experiență anormală - trăiri sau percepții care diferă semnificativ de cele considerate tipice sau obișnuite; pot semnala prezența unor tulburări psihice, condiții de stres, consum de substanțe psihoactive⁠(d) sau, în lipsa unor cauze aparente, fac obiectul parapsihologiei.
- experiență subiectivă - trăirile interne, personale și conștiente ale unei persoane, modul în care individul percepe, simte și interpretează lumea din jurul său și propriile sale gânduri și emoții; vezi și qualia.

- experiment - provocarea unor condiții psihice, bine determinate, în scopul verificării unei ipoteze, a unei relații cauzale.
- expresie facială - set de mișcări și configurări ale feței care transmit informații despre stările emoționale, intențiile sau alte aspecte ale stării interne a individului; aceste mișcări ale mușchilor feței pot include schimbări în ridurile feței, poziția sprâncenelor, mișcările buzelor și ale ochilor și alte aspecte ale feței care reflectă stările emoționale și sociale.
- extaz - stare psihică de mare intensitate, caracterizată prin suspendarea aparentă a contactului cu lumea înconjurătoare și scăderea controlului asupra propriei persoane.
- extroversiune (sau extraversiune) - înclinație psihologică specială către lucrurile exterioare, din afara eului propriu și adaptarea la ambianța socială; vezi și introversiune.

## F
- fabulație - construirea, în mod conștient sau nu, cu ajutorul cuvintelor, a unei situații fictive.
- facultate psihică - capacitate de a întreține un anumit gen de relații psihice și de a dezvolta o activitate senzorială sau mintală specifică.
- fanatism - adeziunea dogmatică la o idee și activitatea de nestăvilit în scopul realizării condițiilor impuse de ideea respectivă.
- fantasmă - formație imaginativă sau fantezistă particulară care nu corespunde realului.
- fantezie (uneori și imaginație) - plăsmuire, născocire, formație imaginativă care se abate mult de la real și chiar de posibil.
- fenomen psihic - proces, eveniment sau manifestare care are loc în mintea sau conștiința unei persoane; aceste fenomene includ activitățile mentale și emoționale care influențează comportamentul, percepțiile și modul în care o persoană interacționează cu mediul său, de exemplu: gândurile, emoțiile, percepțiile, memoria, atenția, imaginația, voința și conștiința de sine.
- fericire - stare de mulțumire intensă și totală, determinată în special de satisfacerea unei aspirații.
- fetișism - perversiune a simțului genezic, caracterizată prin înlocuirea persoanei iubite cu o parte a corpului acesteia sau cu un obiect.
- filozofia minții - domeniu care explorează natura și funcționarea proceselor mentale, încercând să înțeleagă esența conștiinței, gândurilor și emoțiilor, intersectându-se cu psihologia și neuroștiința pentru a aborda probleme fundamentale despre minte și conștiință.
- fixație - atașament excesiv și persistent pentru o persoană sau pentru o situație din trecut, care antrenează satisfacții narcisistice regresive.
- flux al conștiinței⁠(d) - cursul continuu și dinamic de gânduri, senzații, percepții și amintiri⁠(d) care constituie experiența conștientă a unei persoane în orice moment; este legat de modul în care mintea procesează informația, cum se formează gândurile și cum interacționează conștientul cu subconștientul.
- fobie - termen care se referă la o frică intensă și irațională față de un obiect, situație, activitate sau stare de bine specifică și care poate provoca anxietate și disconfort semnificativ și poate avea un impact negativ asupra vieții persoanei.

- fobie socială -  tulburare de anxietate caracterizată prin teamă față de interacțiunile sociale sau prin anxietate severă în prezența altor oameni.

- freudism - curent în psihologie, care considera instinctele în general, și instinctul sexual (libido) în special, ca factori determinanți în viața psihică și socială a omului.
- frustrare - stare emoțională care apare atunci când o persoană se confruntă cu obstacole sau impedimente care îi blochează atingerea unui scop sau satisfacerea unei nevoi; poate fi însoțită de sentimente de iritare, nemulțumire, neputință și, uneori, de furie sau agresivitate.
- funcțiile cerebrale - funcții complexe, îndeplinite de creier, care sunt esențiale pentru viață și funcționarea organismului: funcția senzorială, funcția motorie, funcția cognitivă, funcția emoțională, funcția de comunicare, funcția de control autonom.

## G
- ganglion nervos - formațiune multicelulară la nivelul căreia se realizează conexiunile sinaptice nervoase.
- gaslighting - formă de abuz psihologic în care victima este deziluzionată, îndoindu-se de propria memorie, percepție și sănătate mintală.
- gând - manifestare a activității conștiente și inconștiente a minții; poate include reflecții, raționamente, planificări, imaginație sau orice alt tip de activitate cognitivă.
- gândire - proces psihic secundar care reflectă în mod generalizat realitatea obiectivă prin noțiuni, judecăți, teorii.

- gândire deziderativă - proces cognitiv prin care o persoană își formează convingeri sau ia decizii bazate pe dorințele și emoțiile sale, mai degrabă decât pe fapte obiective sau raționamente logice, ceea ce poate conduce la distorsiuni cognitive, autoamăgire și o percepție nerealistă a realității.

- generalizare - operațiune a gândirii constând în reuniunea neaditivă a caracteristicilor mai multor obiecte sau situații și extensiunea mintală a respectivelor condensate informaționale asupra întregii clase sau categorii de obiecte și fenomene considerate.
- genetism -  teorie care afirmă că majoritatea caracteristicilor psihologice ale unui individ sunt determinate de factori genetici, iar mediul are un impact limitat asupra acestora.
- geniu - persoană cu o dotare excepțională, cu un IQ peste 140.
- geofagie - vezi pica.
- gerontopsihiatrie - ramură a psihiatriei care se ocupă cu tulburările mentale survenite la vârsta senectuții.
- gerontopsihologie - ramură a psihologiei care are ca obiectiv studiul fenomenelor psihice concomitente îmbătrânirii.
- gest - mișcare voluntară sau involuntară cu funcții de expresie, simbolizare, intervenție activă.
- gestaltism - curent în psihologie care susține primordialitate întregului asupra părților în activitatea psihică.
- glosolalie - sindrom caracterizat prin utilizarea unui limbaj primitiv și fantezist de construcție proprie.
- gnozie - recunoașterea obiectelor după însușirile lor palpabile.
- grafologie - studiul scrisului în vederea determinării identității și particularității autorului.

- grafologie patologică - disciplină care se ocupă cu studierea particularităților scrisului apărute în urma unei boli psihice.

- grafomanie - tendință patologică spre exprimare în scris.
- grijă:

- teamă sau neliniște simțite de cineva la gândul unei eventuale primejdii sau întâmplări neplăcute pe care le-ar putea îndura;
- interes deosebit, preocupare pentru cineva sau ceva, atenție acordată unei ființe, unei probleme etc.
- grup de sprijin⁠(d) - grup de persoane care se reunesc pentru a împărtăși experiențe, sentimente și dificultăți legate de o anumită problemă sau situație comună, cu scopul de a oferi sprijin emoțional, înțelegere și încurajare reciprocă și care este format din persoane care se confruntă cu provocări similare, cum ar fi o boală, o pierdere, dependență, sau dificultăți psihologice.

## H
- hadefobie - vezi nictofobie.
- haló - fenomen psihologic normal, frecvent întâlnit, constând în contagiunea și influențarea percepției și a evaluării sau a aprecierii unui subiect (poate fi pozitiv sau negativ).
- halucinație - percepere, în stare de veghe, a unui obiect care în realitate nu există.
- hebetudine - stare de inhibiție, datorită căreia bolnavul este cufundat într-o amorțire generală fără delir.
- hedonism - tendință exagerată de a căuta plăcerea, frecventă în stările maniacale.
- hemiplegie - paralizie a unei jumătăți a corpului, datorită lezării unei părți a căii nervoase motorii.
- hidrofobie (sau acvafobie) - teamă patologică de apă; reprezintă unul din simptomele de bază în boli ca turbarea, tetanosul etc.
- hidromanie - tulburare psihică a cărei caracteristică este tendința de sinucidere prin înec; se întâlnește frecvent la bolnavii de pelagră.
- hiperactivitate - tulburare de comportament caracterizată prin activitate excesivă, impulsivitate, dificultăți de concentrare (vezi și ADHD).
- hiperfantezie - tulburare neurologică ce constă în crearea de imagini mentale extrem de intense.
- hiperorexie - vezi bulimie.
- hipertimesie - capacitate neobișnuită de a-și aminti o cantitate mare de experiențe de viață, iar aceste amintiri pot fi păstrate în detalii clare.
- hipervigilență⁠(d) - stare de alertă excesivă și persistentă, care apare la persoanele care au experimentat un eveniment traumatizant sau stresant (sindromul de stres posttraumatic) și care se caracterizează prin anxietate, neliniște, o atenție excesivă și concentrată asupra amenințărilor potențiale, precum și prin reacții exagerate sau neliniștite la stimuli care pot fi considerați neînsemnați de către alții.
- hipnoză - stare modificată a conștiinței, aflată între veghe și somn, precum și tehnica ce permite obținerea acestei stări.
- hipomanie - formă diminuată a maniei, persoana afișând bună dispoziție, optimism permanent, încredere, entuziasm, dar randamentul este scăzut, nefiind capabilă să ducă la capăt nici o acțiune începută.
- holism⁠(en)[traduceți] - teorie non-analitică care examinează inteligența, funcționarea creierului sau a organismului în totalitatea acestora.
- hormism - curent pseudoștiințific, care atribuie un rol determinant în activitatea psihică și în conduita oamenilor impulsurilor de ordin instinctual, diminuând rolul conștiinței formate sub influența mediului social și al educației.
- hospitalism⁠(en)[traduceți]:

- regresie mentală constatată la unii bolnavi spitalizați perioade îndelungate;
- ansamblul tulburărilor de comportament și fizice determinate de carența afectivă prin absența mamei, survenite la copii spitalizați timp îndelungat în primele luni de viață.
- Huntington, boala - afecțiune neurologică ereditară a adultului, caracterizată prin mișcări anormale (coree), tulburări mentale și deteriorări intelectuale.

## I
- iatrogen - caracteristică etiologică a unei maladii de a fi produsă sau agravată prin sugestie pe cale psihogenă de către medic.
- ictus emoțional - scădere bruscă a tonusului conștient sub influența unei emoții puternice, însoțit de o inhibiție motorie, de un blocaj emotiv sau/și selectiv.
- idealizare - reducere la o schemă abstractă și optimizare a obiectelor și fenomenelor, prin înlăturarea aspectelor negative și reliefarea celor pozitive.
- ideație - proces psihic spontan de apariție și dezvoltare prin filiație asociativă a ideilor; sinonim cu jocul de idei.
- idiosincrasie - termen care descrie trăsături individuale distincte sau comportamente neobișnuite specifice unei persoane sau unui grup de persoane, cum ar fi preferințe, obiceiuri, reacții sau moduri de gândire care sunt unice și diferite de cele ale majorității.
- igienă mentală - măsuri pentru păstrarea sănătății mentale, pentru prevenirea tulburărilor psihice.
- ihtiofobie - teamă patologică de pești.
- impostor, sindromul ~lui - tipar psihologic în care un individ își pune la îndoială abilitățile, talentele sau realizările și are o teamă persistentă interiorizată de a fi expus ca „impostor”.
- impuls - reacție spontană, bruscă și intensă, care determină o persoană să acționeze fără o analiză rațională prealabilă și care poate fi declanșată de factori interni (emoții, gânduri) sau externi (situații, stimuli⁠(d)); vezi și pulsiune⁠(d).
- impulsivitate⁠(d) - tendința unei persoane de a acționa rapid, fără a lua în considerare consecințele și care implică reacții spontane, lipsa controlului cognitiv și dificultăți în inhibarea comportamentului.
- infarct cerebral - vezi accident vascular cerebral ischemic.
- insomnie - tulburare a somnului care constă în reducerea duratei și a calității acestuia; sinonim: agripnie.
- instabilitate -  stare mentală caracterizată prin schimbări frecvente și neașteptate în starea emoțională și comportament, cauzată de o serie de factori, ca: tulburarea bipolară, tulburarea de personalitate borderline sau tulburarea disociativă de identitate.
- instrumental - (despre condiționări, obiecte, acte psihice) care servește drept mijloc pentru dezvoltarea unei acțiuni sau obținerea unui efect.
- interes - stare emoțională și cognitivă care atrage atenția unei persoane asupra unui anumit obiect, activitate sau subiect, determinând-o să se implice activ și să exploreze acel lucru; vezi și motivație.
- interviu - metodă de colectare a datelor utilizată pentru a obține informații detaliate despre starea mentală, emoțională și comportamentală a unei persoane, pentru diagnosticarea, evaluarea și tratamentul tulburărilor psihologice și sunt folosite în diverse contexte clinice, de cercetare și organizaționale.
- intimidare - acțiunea de determinare a unui subiect astfel încât acesta să își piardă siguranța de sine sau să simtă teamă sau frică.
- introspecție - (sau autoobservație) formă a observației care are ca obiect propriul comportament, propriile gândiri și trăiri afective (vezi și observație).
- introversiune -  orientare a stărilor de conștiință spre lumea interioară (către propriul eu), retragere în sine însuși; vezi și extroversiune.
- inversiune afectivă - tulburare a afectivității care apare mai ales în schizofrenie, caracterizată prin modificarea sentimentelor; bolnavul manifestă ostilitate față de persoanele care îi sunt apropiate.
- ipohondrie - preocupare excesivă pentru propria sănătate, cu teama obsesivă de a fi bolnav, sindrom răspândit cu precădere la anxietate, depresie, psihastenie.

## K
- kenofobie - vezi cenofobie.

## L
- labilitate - atitudine schimbătoare, nestatornică.
- labilitate afectivă - tulburare de afectivitate constând în trecerea rapidă de la o stare la alta și întâlnită în manie, isterie, epilepsie, hipertiroidism, stări de intoxicație alcoolică.
- lapsus - deficiență momentană în exprimarea verbală sau în rememorare, constând dintr-o incapacitate de actualizare (moment de vid mental) sau din înlocuirea paradoxală a unui element cu altul, chiar cu contrariul său.
- lateralizare⁠(d) cerebrală - asimetria în funcționarea creierului, specializarea funcțională a celor două emisfere cerebrale, fiecare fiind responsabilă în mod predominant pentru anumite funcții cognitive, motorii⁠(d) sau senzoriale; sinonim: asimetrie cerebrală.
- laudă - expresie verbală a stării de satisfacție a subiectului față de performanța, succesul sau atitudinea cuiva.
- letargie:

- stare patologică manifestată printr-un somn adânc, în timpul căruia pulsul și respirația devin abia perceptibile; somn patologic; moarte aparentă;
- lipsă totală de interes față de orice activitate; apatie.
- liber arbitru - noțiune prin care se exprimă libertatea voinței de a comanda arbitrar comportamentele umane.
- libertinaj - mod de manifestare inadecvată a libertății subiectului, prin desconsiderarea normelor și modelelor din societate și care se exteriorizează în limbaj, vestimentație, relațiile cu semenii, în propagarea de idei ce aduc prejudicii moralei publice.
- litofagie - vezi pica.
- lobotomie - procedură neurochirurgicală controversată care constă în secționarea fibrelor nervoase ale unei părți a creierului.
- localizare cerebrală - conexarea diverselor procese psihice de anumite regiuni ale scoarței cerebrale; exemple: aria Wernicke, aria lui Broca, cortexul vizual⁠(d), cortexul auditiv⁠(d).
- localizaționism - teorie în neuroștiințe (opusă conectivismului) care susține că funcțiile mentale și comportamentale specifice ale creierului sunt localizate în regiuni precise ale acestuia; anumite zone ale creierului fiind specializate pentru activități specifice, precum vorbirea, memoria, mișcarea sau percepția senzorială.
- logonevroză - (sau bâlbâială) tulburare a vorbirii care constă în dezordinea pronunției, repetări convulsive, blocaje a unor foneme  în articularea cuvintelor.

## M
- macropsie - iluzie vizuală, ce constă în impresia că unele din dimensiunile obiectelor sau mai mari decât în realitate.
- maniaco-depresiv, sindrom - afecțiune mentală caracterizată prin alternarea ritmică a unor accese de supra excitație maniacală cu depresii profunde și nejustificate psihic.
- manie:

- stare mintală întâlnită în unele boli psihice (îndeosebi în psihoza maniaco-depresivă) și caracterizată printr-o creștere exagerată a activității psihice și motorii și printr-o stare de bună dispoziție nemotivată;
- tulburare a spiritului, manifestată prin prezența unei idei fixe;
- obișnuință exagerată și obsedantă; purtare ciudată.
- masochism - perversiune constând în obținerea satisfacției sexuale prin suferințe fizice și morale produse de către partener(ă); sinonim: algolagnie.
- măduva spinării - parte a sistemului nervos central, situată în canalul vertebral și alcătuită dintr-un cordon nervos cilindric.
- mecanicism - orientare metodologică reducționistă ce aplică principiile mecanicii la interpretarea unor fenomene mai complexe, cum sunt cele biologice, psihologice, sociale.
- mecanism - substratul material, modul de producere al unui fenomen psihic, considerat prin reducționism și prin ignorarea valorii reflectorii sau creative a acestuia.
- mecanism de apărare⁠(d) - concept creat de psihanaliză cu referire la strategia psihologică inconștientă folosită de individ pentru a reduce stresul sau anxietatea asociată cu gânduri⁠(d), sentimente sau experiențe inacceptabile sau inconfortabile; exemple: refuzul realității, fantezia, compensația, identificarea, introjecția, proiecția, raționalizarea, represiunea, formația reacțională, deplasarea, izolarea, recesiunea, repararea răului, sublimarea.
- megalomanie - tulburare mentală caracterizată prin iluzii de grandoare, putere, bogăție sau omnipotență; individul are o părere exagerată despre propria importanță și se consideră mult mai capabil sau influent decât este în realitate.
- memorie - proces psihic care constă în întipărirea, recunoașterea și reproducerea senzațiilor, sentimentelor, mișcărilor, cunoștințelor etc. din trecut.

- memorie colectivă⁠(d) - reprezentările mentale ale experiențelor trecute care sunt partajate de membrii unei culturi sau comunități și sunt transmise din generație în generație prin intermediul tradițiilor orale și a altor forme de transmitere culturală.
- memorie explicită⁠(d) (sau declarativă) - tip de memorie de lungă durată⁠(d), care implică stocarea și accesarea conștientă a informațiilor despre fapte, evenimente și cunoștințe generale; poate fi exprimată verbal și este esențială pentru învățare și conștientizarea trecutului.
- memorie implicită⁠(d) (sau procedurală) - tip de memorie de lungă durată⁠(d) care funcționează în mod automat, inconștient⁠(d), fiind responsabilă pentru abilitățile și cunoștințele practice care se manifestă prin performanță, nu prin reamintirea verbală.
- memorie semantică - formă de memorie declarativă care se referă la capacitatea noastră de a stoca și de a recupera informații generale și abstracte despre lumea înconjurătoare, cum ar fi fapte, concepte și cuvinte.
- memorie senzorială - capacitatea de a păstra informațiile senzoriale pentru o perioadă foarte scurtă de timp (de la câteva fracțiuni de secundă până la câteva secunde) după ce stimulii au încetat să mai acționeze; aceasta include memoria iconică⁠(d) (memoria vizuală) și memoria ecoului⁠(d) (memoria auditivă).

- mentalitate de turmă - termen care descrie tendința oamenilor de a adopta comportamente sau idei din cauza presiunii sociale sau din cauza faptului că alți oameni fac același lucru; vezi și efectul bandwagon.
- mesaj subliminal - semnal sau mesaj conceput să fie transmis sub limitele normale ale percepției și care are un efect deosebit în publicitate și propagandă.
- metalofagie - vezi pica.
- metodă - o serie de demersuri sau reguli pe care le adoptăm în vederea atingerii unui scop.
- miatrofie - vezi amiotrofie.
- misofobie - teamă patologică de murdărie sau de contaminare.
- motivație - factor intern care inițiază, ghidează și menține comportamentul orientat către un anumit scop; este forța care determină o persoană să acționeze, să își stabilească obiective și să persiste în eforturile sale până la realizarea acestora; vezi și interes.

- motivație extrinsecă - motivație determinată de factori externi, cum ar fi recompensele, recunoașterea socială sau evitarea pedepselor.
- motivație intrinsecă - motivație care provine din interiorul individului și este legată de satisfacția personală, plăcerea sau interesul față de activitatea în sine.

## N
- narcisism - stare anormală, caracterizată printr-o dragoste intensă a individului față de propriile calități.
- narcolepsie - perturbare a echilibrului dintre stările de vigilență și stările de somn în favoarea celor din urmă și în sensul înclinației patologice spre somn.
- narcomanie - atracție patologică spre substanțele ce induc efecte narcotice, sedative, stimulative, halucinatorii asupra sistemului nervos.
- nativism - în psihologia dezvoltării, teorie opusă empirismului care susține că anumite capacități cognitive și comportamente sunt înnăscute sau programate genetic în creier chiar la naștere, înainte de a fi expus la mediul extern.
- negativism - tulburare de comportament constând din exprimarea unei atitudini negative de refuz, rezistență sau ostilitate față de orice solicitare venită din exterior.
- neocortex - formațiunea cea mai evoluată și mai recentă din punct de vedere filogenetic a sistemului nervos.
- neofilie - afinitate excesivă, patologică pentru tot ceea ce este nou.
- neurastenie (nevroză astenică) - afecțiune psihogenă caracterizată prin slăbiciune iritativă.
- neurodegenerativă, boală ~⁠(d) -  afecțiune care afectează progresiv neuronii din creier și/sau din sistemul nervos periferic, ducând la pierderea funcțiilor cerebrale sau ale sistemului nervos; exemple: boala Alzheimer, boala Parkinson, boala Huntington și scleroza laterală amiotrofică (ALS).
- neurofeedback - tehnică terapeutică de tip biofeedback, bazată pe înregistrarea și analiza activității cerebrale, utilizată pentru a ajuta indivizii să-și autoregleze funcțiile creierului și prin care o persoană primește în timp real informații despre activitatea sa cerebrală și învață să modifice aceste tipare pentru a îmbunătăți performanțele cognitive, emoționale sau fiziologice.
- neurofibrile - fibre extrem de fine din interiorul axonilor, constituind conductorii nervoși ai acestora.
- neuroleptice - substanțe farmacodinamice care exercită o acțiune depresivă.
- neuron - unitatea de structură a sistemului nervos, reprezentând în același timp și o unitate trofică, genetică, morfologică, biologică și funcțională.
- neuroplasticitate⁠(d) - capacitatea creierului de a se adapta și de a se reorganiza continuu, prin modificarea conexiunilor sinaptice dintre neuroni, abilitate care este esențială pentru învățare, memorie, recuperarea după leziuni și adaptarea la noi experiențe.
- neuroplegie - caracteristică a unui stimul sau reacție ce are o consecință paralizantă asupra centrilor nervoși superiori.
- neuropsihiatrie - disciplină medicală care se adresează ansamblului de afecțiuni ale sistemului nervos incluzând bolile psihice cu sau fără suport organic cunoscut.
- nevroză astenică - vezi astenie nervoasă.
- nevroză fobică - tulburare caracterizată prin crize de fobie, teamă de spații închise (sau deschise), de privirea altei persoane etc.
- nictofobie - teama patologică de întuneric sau de locuri întunecoase; sinonime: acluofobie, hadefobie, scotofobie.
- nivel de aspirație - nivel pe care subiecții speră să îl atingă în executarea unei activități specifice și standardizate, care se evaluează prin raportarea succesului real la succesul presupus.
- nomofobie⁠(d) - stare emoțională de anxietate, care constă în frica intensă, irațională de a rămâne fără telefon mobil, fără conexiune la rețea, sau de a nu putea folosi dispozitivul; vezi și utilizarea problematică a smartphone-ului.
- noneu - ceea ce există în afara eului; ceea ce nu este eu; vezi și supraeu.

## O
- obiectiv - scop specific, clar definit, pe care o persoană dorește să îl atingă într-o anumită perioadă de timp; este esențial pentru ghidarea comportamentului și pentru organizarea eforturilor necesare în realizarea sarcinilor și îndeplinirea dorințelor.
- obișnuință - dependența psihică de un medicament, fără a fi însoțită de o dependență fizică (ca în cazul toxicomaniei).
- obnubilare - tulburare de conștiință predominant cantitativă, afectând în special claritatea și volumul acesteia: percepții îngreunate, reacții lente, lentoare ideativă și psihomotorie.
- observație - studierea sistematică și intenționată a comportamentului în condiții naturale, în absența intervenției observatorului (psihologului), în scopul unei descrieri detaliate (vezi și introspecție, studiu de caz).
- obsesie:

- tulburare a voinței care se manifestă prin idei fixe, prin dorința irezistibilă de a face un act determinat, bolnavul fiind conștient de caracterul anormal al acțiunilor sale;
- imagine sau idee inadecvată care revine neîncetat în câmpul conștiinței, stăruitor și anormal; preocupare chinuitoare.
- orientare spațială⁠(d) - capacitatea cognitivă de a percepe, înțelege și interacționa eficient cu mediul înconjurător, având în vedere poziția proprie în raport cu obiectele, persoanele sau punctele de referință din spațiu, abilitate care permite navigarea, localizarea și deplasarea într-un mediu fizic sau conceptual.
- ortodrom - (despre influxul nervos) care se propagă normal în sens aferent sau eferent.
- ortopsihologie - disciplină psihoeducativă care se ocupă cu corectarea dezvoltării capacităților intelectuale la copii.

## P
- pagofagie - vezi pica.
- paleocortex - ansamblu de zone de la baza emisferelor cerebrale și care participă la reglajul comportamentului alimentar.
- palilalie - repetarea aceluiași cuvânt sau frază în mod involuntar și inutil.
- palpebral - calificarea reflexului de clipire ce se declanșează necondiționat la lumini și sunete puternice.
- panalgie - simptom de durere generalizată și difuză ce apare în boli ca: nevroză astenică, isterie, arterioscleroză.
- panică - reacție afectivă de frică alarmantă, caracterizată prin dezorganizări ale conduitei și pierderea autocontrolului.
- pantomimă - ansamblul mișcărilor expresive ale corpului și în special ale membrelor.
- parabioză - stare a unui segment nervos, caracterizată prin inerție și încălcarea legii corespondențelor dintre mărimea stimulului și cea a excitației.
- parafrenie - delir cronic extrem de intens implicând grave devieri de la interpretarea adecvată a realității.
- paralexie - tulburare de vorbire in cadrul afaziei senzoriale, caracterizata prin citirea greșită, deformată, a cuvintelor. Vezi și alexie, dislexie.
- paralizie - boală care se manifestă prin pierderea totală sau parțială a mobilității voluntare și a sensibilității corpului sau a unei părți a lui, datorită unei leziuni a sistemului nervos central sau periferic.
- patofobie - teamă morbidă de boli.
- patografie - studierea biografiei unor personalități cu scopul evidențierii unor trăsături psihopatologice ale acestora.
- patomimie - stare morbidă caracterizată prin nevoia de simulare a unei boli, uneori chiar prin automutilare.
- patopsihologie - psihologie patologică.
- personalitate - ceea ce este propriu unei persoane și o distinge ca individualitate; ansamblu de trăsături morale sau intelectuale prin care se remarcă o persoană; felul personal de a fi al cuiva.
- persuasiune - formă de influențare prin intermediul căreia o persoană încearcă să convingă o altă persoană sau un grup de persoane să creadă sau să facă un anumit lucru.
- perversiune - (vezi și deviație sexuală) căutarea unei satisfacții patologice, cum ar fi: sadomasochism, fetișism, voyeurism, exhibiționism, coprofagie.
- pica - tulburare psihică caracterizată prin apetit pentru substanțe care sunt în mare parte non-nutritive, cum ar fi gheața (pagofagie), păr (tricofagie), hârtie (xilofagie), gips, carton sau vopsea, obiecte ascuțite (acufagie), metal (metalofagie), pietre (litofagie) sau sol (geofagie), sticlă (hialofagie), fecale (coprofagie) și cretă.
- piromanie - tulburare psihică în care bolnavul simte impulsul nestăpânit de a da foc, de a distruge prin foc.
- polifonie - halucinație auditivă constând în perceperea simultană a mai multor voci inexistente.
- poliorexie - vezi bulimie.
- potomanie - nevoia nestăpânită de a bea în permanență, care se poate întâlni în cazul isteriei și a unor forme de diabet; vezi și bulimie.
- preconcepție:

-  părere, idee preconcepută (și adesea eronată) pe care și-o face cineva asupra unui lucru, adoptată, de obicei, fără cunoașterea directă a faptelor sau impusă prin educație, societate; sinonim prejudecată;
- fază incipientă în procesul ontogenetic de însușire și formare a conceptelor, la copil.
- preconștient⁠(d) - termen psihanalitic ce reprezintă unul dintre cele trei nivele de conștiință, alături de conștient și inconștient; cuprinde acele conținuturi mentale care nu sunt în prezent conștiente, dar care pot deveni conștiente fără prea mare dificultate.
- presiune socială - influența exercitată de un grup asupra comportamentului, atitudinilor sau gândirii unui individ și care poate avea efecte pozitive sau negative asupra acțiunii și alegerilor individului.
- primul sistem de semnalizare - activitatea de semnalizare legată de „semnalele directe”, adică de însușirile optice, acustice, olfactive etc. ale obiectelor din realitate; vezi și: al doilea sistem de semnalizare.
- problemă - chestiune care apare atunci când o persoană își propune să atingă un scop sau să reacționeze într-o situație și nu are pentru aceasta un răspuns dinainte pregătit.
- proces de intenție - activitatea mentală prin care o persoană își formează o intenție sau un obiectiv și planifică acțiunile necesare pentru a atinge acest obiectiv.
- proiecție - mecanism de apărare⁠(d) prin care o persoană atribuie altora trăsături, sentimente, gânduri⁠(d) sau dorințe pe care le are, dar pe care nu le recunoaște sau nu le acceptă la sine.
- psyché:

- termen din greacă sinonim pentru psihicul uman;
-  termen utilizat în "psihologia analitică" a lui Carl Jung și care se referă la structurile profunde ale psihicului, inclusiv aspecte colective și simboluri arhetipale.
- psihanaliză - metodă de analiză psihologică și de tratament al bolilor neuropsihice, propusă de Sigmund Freud, care își propune, prin diverse probe, asociații de cuvinte, relatări de vise, interpretări de figuri confuze etc., să descopere cauzele nevrozelor și psihozelor și să vindece aceste boli prin defulare.
- psihedelic - care face manifest psihicul (în special prin efecte de lumină, culoare, atmosferă sonoră ), care dezvăluie psihicul (mai ales prin drogare).
- psihiatrie - disciplină medicală care se ocupă cu studiul bolilor psihice și tratamentul acestora.

- psihiatrie punitivă⁠(d) - practică medicală controversată care se concentrează pe utilizarea tratamentului psihiatric pentru a controla comportamentul considerat nepotrivit sau periculos, mai degrabă decât pentru a trata problemele de sănătate mintală subiacente.

- psihic - totalitatea proceselor mentale și a activităților cognitive ale unei ființe umane sau ale unei alte entități cu conștiință și care conține componentele: cogniție, afecțiune, conștiință; vezi și psyché.
- psihobiologie - disciplină care studiază psihicul în legătura sa cu funcțiile biologice; altă denumire: biopsihologie.
- psihodiagnostic - metodă de explorare a personalității bazată pe interpretarea liberă de forme accidentale.
- psiholingvistică  - disciplină care studiază mecanismele mentale implicate în exersarea facultății limbajului articulat: vorbire, ascultare, citire, scriere, precum și fenomene ca: achiziția limbajului, tulburări de limbaj, relația dintre limbaj și memorie, expresia lingvistică a stărilor afective etc.
- psihologie:

- știința care se ocupă cu studiul proceselor și al particularităților psihice;
- totalitatea fenomenelor psihice care caracterizează un individ sau o colectivitate; concepție, mentalitate;
- totalitatea proceselor psihice care condiționează o activitate.
- psihologie abisală - termen generic pentru denumirea curentelor psihanalitice care se ocupă cu studiul straturilor celor mai vechi și mai profunde ale personalității, accentuând rolul fenomenelor psihice, al dorințelor, al tendințelor afective în determinarea psihicului.
- psihologie a mulțimii - ramură a psihologiei sociale care studiază comportamentul unui grup de oameni ca fiind diferit de suma comportamentelor indivizilor.
- psihologie analitică - școală de gândire dezvoltată de Carl Jung, cu următoarele concepte de bază: inconștientul colectiv, arhetipurile, procesul de individuație, tipuri psihologice.
- psihologie cognitivă - domeniu al psihologiei care studiază procesele mentale ca: atenția, utilizarea limbajului, memoria, percepția, gândirea.
- psihologie genetică⁠(d) - ramură a psihologiei care pune un accent deosebit pe influența geneticii și a altor factori biologici asupra dezvoltării comportamentale și mentale, începând de la naștere și până la maturitate și care explorează modul în care procesele biologice, sociale și cognitive lucrează împreună pentru a influența dezvoltarea copiilor și adulților tineri; altă denumire: behaviorism genetic.
- psihologie de urgență - domeniu al psihologiei care studiază comportamentul individual, de grup și comunitar în situații de criză: calamitate, dezastre și alte situații de urgență.
- psihologie medicală - ramură a psihologiei care se ocupă de studiul interacțiunilor dintre sănătatea fizică și procesele psihologice, comportamentale și sociale, cu scopul de a identifica și de a trata problemele psihologice, precum și de a îmbunătăți starea de sănătate prin intervenții psihologice adecvate.
- psihologie militară - specialitate care aplică știința psihologică pentru a susține pregătirea militarilor, a organizațiilor și a operațiunilor militare.
- psihologie pozitivă - ramură a psihologiei care se concentrează pe studierea și promovarea aspectelor pozitive ale vieții umane, cum ar fi fericirea, bunăstarea, optimismul și potențialul uman, în loc să se concentreze pe disfuncții și tulburări psihice.
- psihologie socială - ramură a psihologiei care se concentrează pe studiul modului în care gândurile, sentimentele și comportamentele indivizilor sunt influențate de prezența și interacțiunile cu ceilalți oameni și de mediul social în care trăiesc; examinează cum oamenii percep și interpretează lumea socială, cum se formează și mențin relațiile interpersonale, cum se dezvoltă atitudini și stereotipuri și cum sunt influențați de grupuri și norme sociale.

- psihometrie - ramură a psihologiei care se concentrează pe dezvoltarea și aplicarea metodelor matematice și statistice pentru a măsura și analiza caracteristicile psihologice ale indivizilor și ale grupurilor; caracteristici care pot include abilități cognitive, personalitate, stări emoționale, motivație și alte trăsături psihologice.
- psihonautică - ansamblul metodelor și teoriilor utilizate pentru explorarea empirică și sistematică a stărilor alterate de conștiință, în special prin auto-observare și introspecție controlată.
- psihopatie - manifestare constituțională anormală a personalității, caracterizată prin tulburări ale manifestărilor instinctive și emoționale care duc la reacțiuni necontrolate, la ciudățenii în felul de a se purta și adesea la incapacitatea de adaptare la viața socială.

- psihopatie anancastică - stare patologică în care o persoană se simte forțată să gândească, să acționeze sau să simtă împotriva voinței sale, manifestând slăbirea simțului realului, tendință spre anxietate, ipohondrie, nehotărâre și impresionabilitate.

- psihoterapie - tratament bazat pe influențarea psihicului (prin hipnoză, sugestie etc.).

- psihoterapie pozitivă - abordare terapeutică care se concentrează pe dezvoltarea și promovarea calităților pozitive ale individului, în loc de concentrarea exclusivă pe tratarea problemelor sau simptomelor psihologice.

- psihotrop - care exercită acțiune asupra psihicului.
- pulsiune⁠(d) - concept în teoria psihanalitică a lui Freud ce desemnează o forță psihică internă, inconștientă, care direcționează comportamentul pentru a satisface o necesitate biologică sau psihologică; vezi și impuls.

## Q
- qualia⁠(d) - termen care provine din filozofia minții și care se referă la aspectele calitative și strict personale, subiective ale trăirilor, care nu pot fi complet explicate sau transmise altora; exemple: percepția culorilor, durerea, sunetul muzicii; vezi și experiență subiectivă.

## R
- ramolisment (mental sau cerebral) - slăbire și deteriorare a activității intelectuale legată de senilitate, cauzată deseori de scleroza vaselor sanguine.
- ranversibilitate - proprietate a acțiunii de a fi parcursă în sens opus, revenind la punctul de plecare, fără ca subiectul să aibă conștiința identității acțiunii executate în cele două sensuri.
- raptus - impuls brusc și necontrolabil care pune subiectul în situația de a comite acte violente și grave (suicid, crimă).
- raționament - formă logică fundamentală care constă dintr-o înlănțuire de judecăți, prin care se obțin noi cunoștințe.
- reactanță (psihologică) - reacție emoțională la impuneri reale sau aparente, care constă în tendința de a respinge regulile sau indicațiile provenind de la alții și care sunt percepute ca o limitare a libertății personale.
- reacție antisocială - dereglare a personalității care îl împinge pe individ să fie într-un conflict cronic cu societatea.
- recepție - proces neuropsihic constând în formarea unor imagini prin detectarea, captarea și codificarea la nivelul analizatorilor a informațiilor primite.
- reglarea emoțională - procesul prin care o persoană își monitorizează, controlează și modifică emoțiile pentru a se adapta eficient la diferite situații și pentru a-și menține echilibrul psihologic.[3][4]
- regresie - (în psihanaliză) retragere la un stadiu anterior de dezvoltare emoțională și psihologică în fața unei situații de stres sau anxietate.

- regresie amnezică - tip de amnezie, adesea asociată cu leziuni ale creierului, cum ar fi traume craniene sau boli neurodegenerative, cum ar fi boala Alzheimer, care se caracterizează prin pierderea treptată a memoriei pentru evenimente și informații noi, în timp ce amintirile mai vechi rămân relativ intacte; altă denumire: amnezie progresivă.

- reprimare - (în psihanaliză) un mecanism de apărare prin care o persoană își inhibă sau își suprimă gândurile sau emoțiile negative sau dureroase.
- reproducere - proces al memoriei prin care se evocă, se reactualizează mintal imagini, idei, cunoștințe însușite în cursul experienței anterioare, în lipsa obiectelor, textelor etc. respective.
- resentiment - sentiment puternic de amărăciune, furie sau invidie pe care o persoană îl poate simți față de o altă persoană sau față de o situație, în general din cauza unor nedreptăți percepute sau a unei ofense reale sau imaginare.
- rețea de sprijin social - grupul de persoane din viața cuiva care îi oferă sprijin emoțional, social și practic în situații dificile.
- reziliență - capacitatea de a face față și de a depăși situațiile dificile, cu o revenire la funcționarea normală după o perioadă de stres sau traumă.
- rușine - emoție care apare atunci când o persoană simte că a încălcat norme sau standarde personale, sociale sau morale, ceea ce o face să se simtă inadecvată, inferioară sau defectuoasă; poate avea un impact profund asupra stimei de sine și poate influența modul în care o persoană interacționează cu ceilalți,

## S
- scoarță cerebrală - pătură de substanță cenușie, situată la suprafața emisferelor cerebrale, care se dezvoltă progresiv pe scara filogenetică, atingând gradul maxim la om (sinonim: cortex cerebral).
- scotofobie - vezi nictofobie.
- semnal - excitant sau stimul senzorial care declanșează un reflex condiționat; vezi și: sistem de semnalizare.
- sentiment - stare afectivă complexă, combinație de elemente emotive și imaginative, mai mult sau mai putin clară, stabilă, care persistă în absența oricărui stimul.
- sentimentul de vinovăție indus - stare emoțională de vinovăție care este provocată sau amplificată de influențe externe, cum ar fi comportamentele, atitudinile sau mesajele transmise de alte persoane sau de societate, ca rezultat al presiunilor sociale, al normelor culturale sau al așteptărilor impuse de cei din jur.
- senzație - procesul prin care organele de simț detectează stimuli din mediu și trimit informații către creier și care implică receptori specializați care transformă energia fizică (lumină, sunet, presiune, substanțe chimice etc.) în impulsuri nervoase.
- senzorială, funcție ~ - funcție cerebrală care constă în procesarea informațiilor senzoriale, precum sunete, imagini, gusturi, mirosuri și senzații tactile.
- serul adevărului - substanță psihoactivă⁠(d) despre care se susține că determină o persoană, căreia i s-a administrat în mod coercitiv, să divulge anumite informații.
- sevraj - simptomele fizice și psihologice (cum ar fi: anxietate, depresie, iritabilitate, dureri musculare și osoase, greață, vărsături, diaree) care apar atunci când o persoană încearcă să reducă sau să oprească utilizarea unei substanțe psihoactive⁠(d) la care a devenit dependentă; vezi și abstinență.
- sindrom de efort - stare de anxietate marcată după o afecțiune cardiacă sau a sistemului circulator și acompaniată de o conștientizare mărită a bătăilor inimii și respirației.
- sindromul de stres posttraumatic - tulburare de anxietate care poate apărea după o experiență traumatică, cum ar fi: participarea la un război, un accident, o agresiune sau o catastrofă naturală.
- sindromul însoțitor delirant - tulburare psihică la care persoanele afectate cred că anumite obiecte moarte posedă conștiință și pot gândi independent și pot avea emoții.
- sindromul supraviețuitorului⁠(d) - afecțiune psihologică care se dezvoltă la persoanele care au supraviețuit unor situații traumatice sau extreme, cum ar fi: Holocaustul, un accident, o catastrofă naturală sau un act de violență; se manifestă prin anxietate, depresie, vinovăție și evitarea anumitor situații sau locuri care pot declanșa amintiri ale traumei.
- sinestezie - fenomenul perceptiv prin care stimularea unei căi senzoriale sau cognitive duce la experiențe involuntare într-o a doua cale senzorială sau cognitivă.
- sistem de semnalizare - totalitatea semnalelor prin care organismul se pune în legătură cu mediul înconjurător, prin intermediul scoarței cerebrale; vezi: primul sistem de semnalizare, al doilea sistem de semnalizare.
- sociopsihiatrie - disciplină care studiază acțiunea patogenă a mediului concret asupra vieții psihice.
- socioterapie - ansamblu de tehnici psihoterapeutice prin care se urmărește reducerea tulburărilor mintale prin folosirea interacțiunilor psihologice dintre bolnav și mediul social în care acesta trăiește.
- spălare pe creier - formă extremă de control al minții, care implică o restructurare completă a gândurilor și convingerilor unei persoane prin utilizarea metodelor coercitive, deseori violente sau traumatizante.
- stereognozie - facultate de a recunoaște prin simțul tactil, fără participare vizuală, proprietățile fizice ale obiectelor.
- stereotip dinamic - sistem de reflexe condiționate care se formează prin repetarea acțiunii acelorași stimuli condiționali într-o succesiune determinată.
- stereotipie - simptom al unor boli psihice, manifestat prin repetarea stereotipă a acelorași cuvinte sau mișcări.
- Stockholm, sindromul ~ - răspuns psihologic care se dezvoltă atunci când victima unei răpiri sau a unui abuz se atașează emoțional de abuzator, ajungând chiar să-i justifice atitudinea.
- stimă de sine - evaluarea pe care o persoană o face asupra propriei valori și competențe; reflectă modul în care individul se percepe și se apreciază pe sine, incluzând sentimentele de auto-apreciere, respectul de sine și încrederea în propriile abilități.
- stimul⁠(d) - eveniment sau obiect care poate fi detectat prin simțuri și care poate provoca o reacție sau un răspuns din partea organismului sau a individului, cum ar fi sunete, lumini, gusturi sau mirosuri, experiență socială, emoții.
- structură - conformație, factură, formație psihologică.
- studiu de caz - investigarea foarte detaliată a unui individ sau grup, în scopul de a generaliza rezultatele observației la întreaga populație (vezi și observație).
- subiect - ființă aflată sub observație, supusă anchetei, experimentului etc.; individ care prezintă anumite caracteristici.
- sublimare - mecanism de apărare⁠(d) prin care impulsurile⁠(d) sau dorințele instinctuale, adesea de natură sexuală sau agresivă și considerate inacceptabile sau periculoase, sunt transformate în activități constructive, social acceptabile sau chiar de valoare.
- substanță psihoactivă⁠(d) - substanță chimică ce afectează funcționarea sistemului nervos central și poate modifica gândirea, starea de spirit, comportamentul și percepția unei persoane; poate fi naturală (cofeină, nicotină, canabis, ciupercile halucinogene) sau sintetică (amfetamină, cocaină, LSD, MDMA).
- sugestie - proces de influență socială prin care intenția unui individ determină îndeplinirea acesteia de către alt individ (subiect).
- suicid - moarte care rezultă dintr-un act săvârșit de victima însăși și de al cărei rezultat era conștientă.
- suplețe - aptitudine fizică de a executa mișcări de mare amplitudine.
- supradeterminare - caracterul unei conduite determinate de mai multe motivații concurente.
- supraeu - parte a personalității (a eului) considerată ca cenzor al întregului comportament social al individului; vezi și noneu.
- supraliminar - se spune despre un stimul care se situează sub pragul absolut sau despre o distanță între doi stimuli care se situează deasupra pragului diferențial.
- supunere - starea unui individ care, într-o relație socială, este dominat de un alt individ (dominant).
- surâs - expresie facială a unei stări de satisfacție.
- surdomutism - surditate congenitală sau precoce, care împiedică achiziția normală a limbajului.

## Ș
- șantaj emoțional - formă de manipulare în care o persoană folosește amenințări, culpabilizare sau alte tactici emoționale pentru a influența comportamentul sau deciziile unei alte persoane; se bazează pe exploatarea emoțiilor și a relațiilor interumane, adesea implicând iubire, responsabilitate⁠(d), frică sau vinovăție.

## T
- tahifrenie - rapiditate anormală a activității mentale.
- tahilalie - defect de vorbire caracterizat printr-un debit exagerat de cuvinte și care conduce la articulare defectuoasă și incompletă.
- temperament - totalitatea particularităților individuale ale psihicului, manifestate prin rapiditatea și intensitatea desfășurării proceselor psihice și prin gradul de sensibilitate și care, alături de elementele biologice, definesc personalitatea.
- tendință - dispoziția internă a unui organism de a efectua anumite acțiuni sau de a le facilita executarea.
- teoria încălcării așteptărilor - model psihologic și comunicativ care analizează modul în care oamenii reacționează atunci când așteptările lor despre comportamentul altora sunt încălcate.
- teoria jocurilor de rol - ramură a științei cognitive și a psihologiei care studiază modul în care oamenii interacționează într-un context de joc de rol; participanții care își asumă roluri fictive și explorează scenarii sau situații într-un mediu controlat.
- teoria minții - termen care evaluează gradul de capacitate individuală a unui om pentru empatie și înțelegere a celorlalți.
- teoria procesului ironic - concept din psihologia cognitivă care explică de ce încercările de a suprima anumite gânduri pot avea, paradoxal, efectul opus, ducând la o creștere a frecvenței acelorași gânduri pe care individul le evită.
- terapia Imago⁠(d) - formă de terapie de cuplu⁠(d) dezvoltată de psihologul Harville Hendrix⁠(d) și care are la bază ideea că relațiile romantice sunt adesea influențate de experiențele din copilărie, în special de relațiile cu părinții.
- terapie cognitiv-comportamentală⁠(d) - modalitate de tratare a unei game largi de probleme, cum ar fi anxietate, depresie, tulburări alimentare, dependențe, fobii, tulburările de stres post-traumatic, care se concentrează pe schimbarea modulului de gândire și pe identificarea și schimbarea gândurilor și credințelor care pot conduce la emoții negative sau comportamente nesănătoase.
- terapie de cuplu⁠(d) - formă de psihoterapie care are ca scop îmbunătățirea relației dintre doi parteneri și care implică sesiuni de consiliere cu un terapeut specializat care ajută partenerii să exploreze și să rezolve problemele din relația lor.
- terapie ocupațională⁠(d) - tip de terapie care contribuie la îmbunătățirea funcționării psihologice și emoționale prin activități practice și semnificative, cu scopul de a sprijini persoanele care se confruntă cu dificultăți psihice sau emoționale să se implice în activități cotidiene, să-și îmbunătățească sănătatea mentală și să-și recâștige sentimentul de control asupra vieții lor.
- teritorialitate - fenomen răspândit în lumea animală de delimitare, apărare și utilizare a unui teritoriu.
- test - situație standardizată în care răspunsurile oamenilor sunt măsurate folosind etaloane specifice populației din care fac parte.
- test cognitiv - probă standardizată utilizată pentru a caracteriza indivizii în raport cu media unui grup, conform cu diferite aspecte ale activității lor cognitive.
- testul lui Szondi - selectarea de către un individ dintr-o serie de fotografii în simpatice și antipatice, în scopul studierii pulsiunilor profunde ale personalității.
- tezaurizare - comportament compulsiv de a aduna și de a păstra bunuri materiale în mod excesiv, în ciuda valorii reale sau a nevoilor imediate, caracterizat printr-o legătură emoțională în raport cu acestea.
- tic - mișcări involuntare, bruște, rapide și repetate, care implică un ansamblu de mușchi.
- tigru de hârtie⁠(d) - termen care descrie un individ sau un aspect al personalității care pare să fie puternic și încrezător în exterior, dar care, în realitate, ascunde insecurități sau vulnerabilități interne.
- timbru - senzație dată de calitatea sunetului și care exprimă capacitatea de a distinge sonoritățile instrumentelor muzicale și ale vocilor.
- timiditate - incapacitatea de a trece la act în conduitele verbale, profesionale sau sexuale de o oarecare importanță.
- tip auditiv - persoană care percepe lumea exterioară mai ales prin intermediul sunetelor.
- tipologie - ramură a psihologiei care studiază trăsăturile psihice caracteristice ale diferitelor tipuri de oameni.
- tomomanie - tendință patologică de a executa sau de a fi supus la intervenții chirurgicale.
- tonus - stare permanentă de excitație (în condiții de repaus) a centrilor nervoși.
- toxicomanie - obișnuința de a consuma droguri, în scopul repetării unor senzații și trăiri neobișnuite, euforice și care antrenează o dependență fizică sau psihică.
- training autogen - totalitatea tehnicilor psihoterapeutice bazate pe destinderea spontană a subiectului care se concentrează asupra lui însuși.
- transă - stare de conștiență modificată, caracterizată prin reducerea sensibilității la stimuli și chiar o pierdere temporară a contactului cu mediul ambiant, indusă prin hipnoză, substanțe psihotrope sau practici religioase.
- transfer - (în psihanaliză) procesul prin care fantasmele inconștiente se actualizează în cursul tratamentului și se exteriorizează în relația cu psihanalistul.
- tratament prin tăcere -  formă de comportament prin care o persoană refuză să comunice sau să interacționeze cu o altă persoană ca mijloc de pedeapsă sau manipulare; implică ignorarea deliberată a celeilalte persoane, fără a oferi explicații, și este folosit adesea ca metodă de control într-o relație personală sau profesională.
- traumă - emoție violentă care modifică personalitatea unui individ, sensibilizându-l la alte emoții de același fel, astfel încât acesta nu mai reacționează normal.
- trăire - totalitatea evenimentelor înscrise în fluxul existenței, așa cum acestea sunt percepute și integrate de conștiința subiectivă.
- trebuința - expresia psihică a necesităților înnăscute sau dobândite ale individului.
- triangulare - concept utilizat pentru a descrie o dinamică relațională prin care o persoană introduce o a treia parte într-o relație tensionată sau conflictuală pentru a reduce anxietatea sau a evita confruntarea directă și care, deși poate reduce tensiunea pe termen scurt, tinde să mențină sau chiar să agraveze problemele de bază.
- tricofagie - vezi pica.
- trigger⁠(d) (emoțional) - stimul⁠(d) extern sau intern (stresor⁠(d)) care declanșează o reacție emoțională intensă, de obicei asociată cu o experiență negativă sau traumatică din trecut și care reînvie amintiri⁠(d) dureroase sau activează răspunsuri emoționale automate.[necesită citare]
- tulburare de anxietate generalizată - afecțiune caracterizată de o anxietate excesivă și persistentă cu privire la diferite evenimente sau activități, individul experimentând o îngrijorare constantă și excesivă legată de diverse aspecte ale vieții lor, cum ar fi sănătatea lor, performanța la muncă sau școală, relațiile sociale sau alte aspecte zilnice.
- tulburare de coordonare a dezvoltării - vezi dispraxie.
- tulburare de identitate (disociativă) - dereglare de tip psihiatric în care pacientul poate dezvolta mai multe identități.
- tulburare de personalitate antisocială⁠(d) - stare patologică întâlnită în special la adolescenți, care își pierd identitatea și nu mai au interese comune cu grupul din care fac parte.
- tulburare de procesare senzorială - vezi disfuncție de integrare senzorială.
- tulburare explozivă intermitentă - tulburare de control al impulsurilor caracterizată prin episoade repetate de furie extremă, disproporționate față de factorii declanșatori; sinonim: sindrom de discontrol episodic.
- tulburare hiperchinetică cu deficit de atenție - vezi ADHD.
- tulburare obsesiv-compulsivă - afecțiune psihiatrică caracterizată prin prezența unor obsesii (gânduri, imagini sau impulsuri nedorite, intruzive și persistente) și/sau compulsii (comportamente repetitive sau acțiuni mentale pe care persoana le simte obligată să le facă pentru a reduce anxietatea provocată de obsesii).

## U
- undă cerebrală - variație a potențialului electric tranzitoriu legată de activitatea ansamblurilor neuronale ale creierului.
- unitate motorie - cel mai mic element al unui mușchi supus inervației distincte a unei singure fibre nervoase.
- ură - sentiment intens al unei persoane față de alta căreia îi dorește răul și a cărei nenorocire îi determină bucuria și este declanșată de invidie, gelozie, injustiție sau de rănirea amorului propriu.
- utilitarism - doctrină morală și politică, sistematizată de Jeremy Bentham în 1781, care face din utilitate criteriul oricărei judecăți morale și conform căreia acțiunile indivizilor sunt considerate bune în măsura în care aduc bunăstarea comunității.
- utilizarea problematică a smartphone-ului - comportament compulsiv⁠(d) și disfuncțional legat de utilizarea smartphone-ului, caracterizat prin dificultăți în controlarea timpului petrecut pe dispozitiv, care interferează cu activitățile zilnice, relațiile interpersonale, starea de sănătate mintală și bunăstarea generală; vezi și nomofobie⁠(d).

## V
- vagabondaj - tulburare de comportament întâlnită la psihopați, toxicomani, debili mintali etc., caracterizată prin lipsa unui domiciliu stabil, a unei profesii.
- valențe (psihice) - fenomene care se includ în structura motivației, constând în caracteristicile pozitive sau negative pe care le dobândește în raport cu dinamica satisfacerii necesităților, acțiunea anumitor obiecte și situații-stimuli (vezi și motivație).
- valoare - relație socială prin care comunitățile umane exprimă concordanța dintre lucruri, idei, fapte sau procese și necesitățile sociale istoricește condiționate de praxis.
- vandalism - conduită agresivă împotriva ambientului fizic, vizând distrugerea, desfigurarea sau scoaterea lui din funcțiune.
- vedere - totalitatea funcțiilor asigurate de ochi și de structurile nervoase și musculare aferente acestuia.
- verbigerație - simptom în unele boli mintale, constând în repetarea continuă a aceleiași propoziții.
- vertij - senzație de mișcare sau rotație a mediului înconjurător sau a propriei persoane, asociată cu tulburările de echilibru, cauzată de diverse probleme, cum ar fi afecțiunile urechii interne, infecțiile, leziunile cerebrale sau tulburările de circulație; vezi și amețeală.
- victimologie - domeniu particular al criminologiei care studiază raporturile interpersonale ale conduitei criminale și distinge grupurile și tipurile de victime.
- vis lucid - vis în care persoana este conștientă că visează și că visul este în curs de desfășurare.
- vorbire - formă fundamentală de comunicare umană care implică utilizarea limbajului pentru a transmite gânduri, idei și emoții între indivizi; este un proces complex care nu se limitează doar la producerea sunetelor, ci include și înțelegerea semnificației acestora, interpretarea intonației și a expresiilor faciale asociate și adaptarea mesajului în funcție de context și de interlocutor.

## X
- xenopatie - delir în care bolnavul are impresia că este influențat de la distanță prin sugestie, hipnoză.
- xilofagie - vezi pica.

## Z
- zoofilie - atracție sexuală patologică către animale.
- zoofobie - teamă patologică față de animale.
- zoopsie - halucinație vizuală în care se percep diverse animale (hidoase sau periculoase), manifestată în intoxicații cu alcool, stupefiante etc.

## Vezi și
- Listă de tulburări psihice

Acest articol conține text din Dicționarul enciclopedic român (1962-1966), aflat acum în domeniul public.